# Неаполітанська художня школа

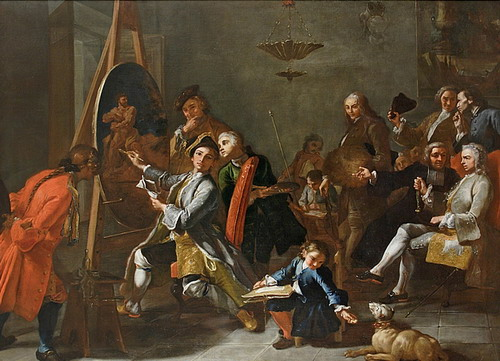
Джузеппе Боніто. «Майстерня художника», середина XVIII ст.

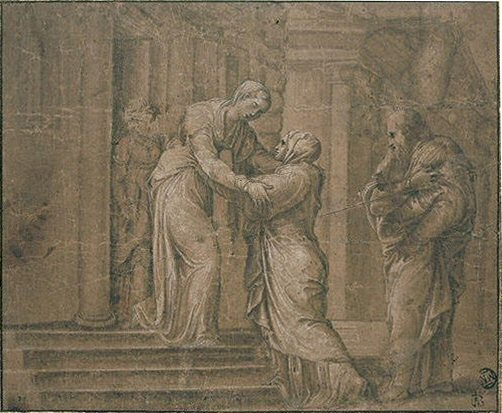
П'єтро Негроні. «Зустріч Марії і Єлизавети», Лувр, Париж.

Неаполітанська художня школа — найбільш значуща художня школа Італії поряд з Венеційською та Римською школою.
Неаполітанська художня школа посіла друге місце за значенням після Римської художньої школи.

## Коротка доба відродження в Неаполі
- Колантоніо (мешкав і працював у Неаполі в 1420—1460)

## Маньєризм в Неаполі 16 ст
В XVI ст. місцева художня школа ще перебувала в фазі становлення. Майстри Неаполя рахувались із здобутками римської художньої школи, позаяк папський Рим рекрутував до міста талановитих митців з інших художніх центрів і сам подеколи перетворився спочатку на відомий центр відродження, а після пограбування Риму 1527 року вояками імператора Карла V — на провідний центр маньєризму.
Митці Неаполя старанно вивчали і рахувалися із творчим надбанням Рафаеля Санті та авторитетного в Римі Мікеланджело Буонарроті. Але відсутність доброї художньої освіти у більшості неаполітанських митців приводила до наївного, обмежено-провінційного використання знахідок Рафаеля Санті та Мікеланджело. Над другорядністю неаполітанських майстрів XVI ст. (П'єтро Негроні, Іпполіто Боргезе) піднявся лише Марко даль Піно, майстер холоднуватої манери і віртуозного малюнка, котрий так поціновували майстри маньєризму.

## Окрема держава
В Неаполі XVII ст. склалась унікальна ситуація. Італійське місто і Кампанья перебували у володінні Іспанії, де правили віце-королі, котрих надсилав з Іспанії король і постійно заміняв власних васалів, підозрюючи кожного з них в зраді і сепаратистських прагненнях. В місті стояв іспанський гарнізон і офіційно місто не підкорялось папі римському. Тим не менше зв'язок з Римом не переривався і низка римських майстрів отримувала запрошення на працю в Неаполь. Так, по запрошенню тут працювали Доменікіно(1581—1641) та Джованні Ланфранко (1582—1647), фрескіст та майстер вівтарів.

## Неаполь і Караваджо

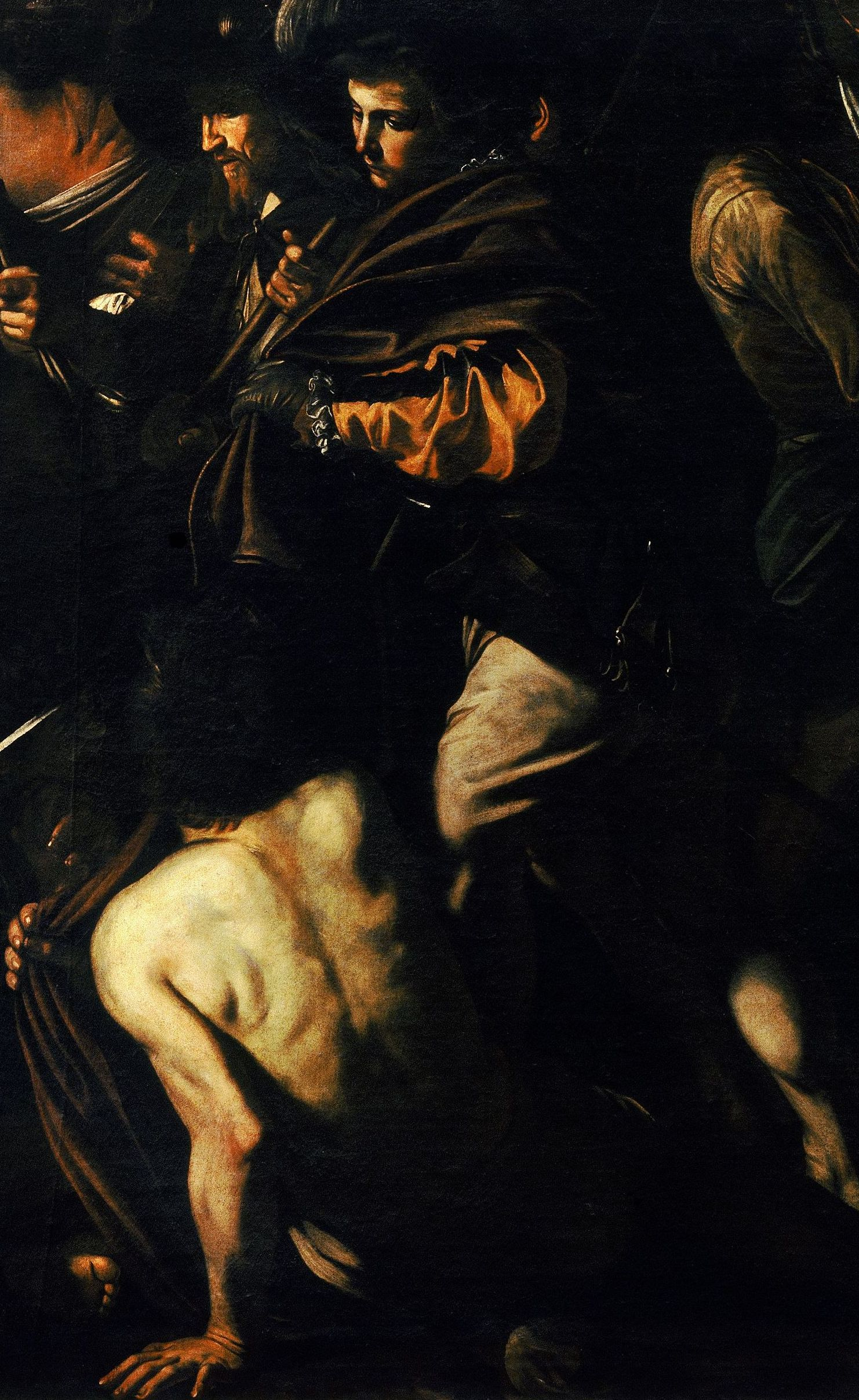
Сім справ милосердя (Караваджо). «Дати милостиню жебраку», фрагмент вівтарної картини.

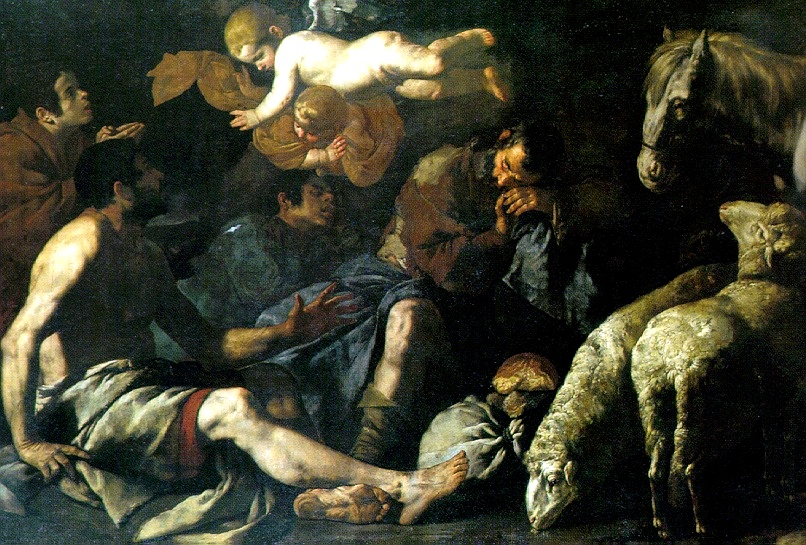
Хуан До. «Блага вість пастухам». Музей Каподімонте, Неаполь.

Подією в художньому житті міста був недовгий і вимушений візит Мікеланджело да Караваджо, котрий рятував в Неаполі власне життя від покарання за скоєне вбивство у Римі. Дві композиції Караваджо («Сім вправ милосердя» та «Побиття Христа батогами») задали надзвичайно високий рівень моральних вимог до місцевого живопису. Не менше враження на місцевих майстрів справили і художня манера митця з її різкими контрастами світла і тіні та простонародний типаж персонажів. Неаполітанська художня школа мало орієнтувалась на аристократичні смаки багатіїв і прийняла як свої знахідки демократичної гілки бароко, уособленням якої були твори Караваджо. До того ж, в Неаполі не було жорсткого протистояння між представниками пізнього маньєризму і бароко, як то було в Римі. Серед послідовників Караваджо опиниться більшість наполітанських художників, серед яких — іспанець Хосе де Рібера та його учень Лука Джордано (всі ранні твори останнього), Хуан До , Баттістелло Караччоло, Артемізія Джентілескі, Матіа Претті, Массімо Станціоне.

## Непрестижні жанри

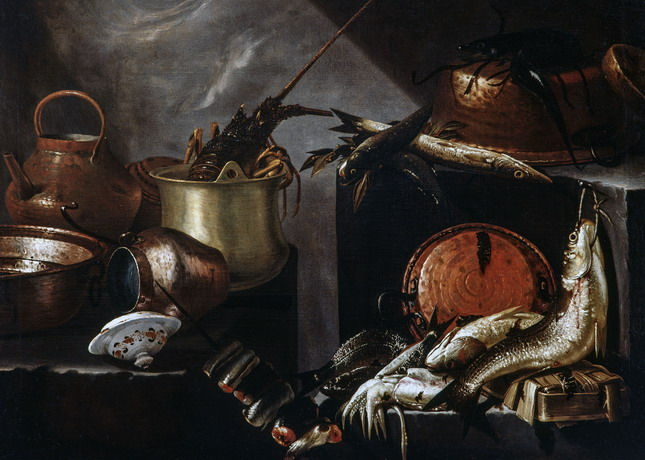
Джованні Баттіста Рекко. «Натюрморт з рибою і молюсками».

В Неаполі були мало відчутними вимоги «Величної манери» і академічної ієрархії жанрів, тому художники залюбки пишуть нібито низькі жанри — пейзажі і натюрморти. І розробляють ці жанри по своєму, або фантазійно (фантастичні краєвиди міст Монсу Дезідеріо, Вівіано Кодацци, пейзажі Сальватора Рози), або суто реалістично (Якопо да Емполі, Джованні Баттіста Руопполо, натюрморти родини Рекко, Паоло Порпора тощо). Засновником жанру натюрморт в неаполітанському живопису доби бароко був Лука Форте (бл. 1615 — до 1670).

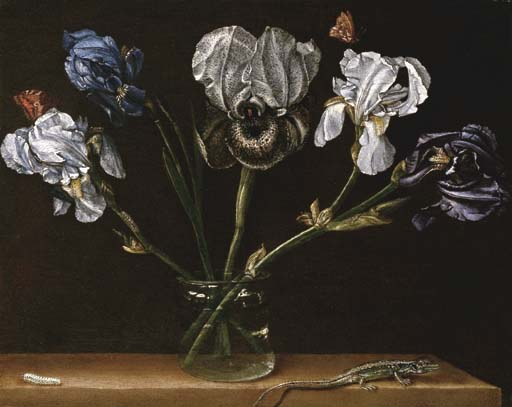
Паоло Порпора. «П'ять півників, метелик і ящірка », бл. 1650 р.
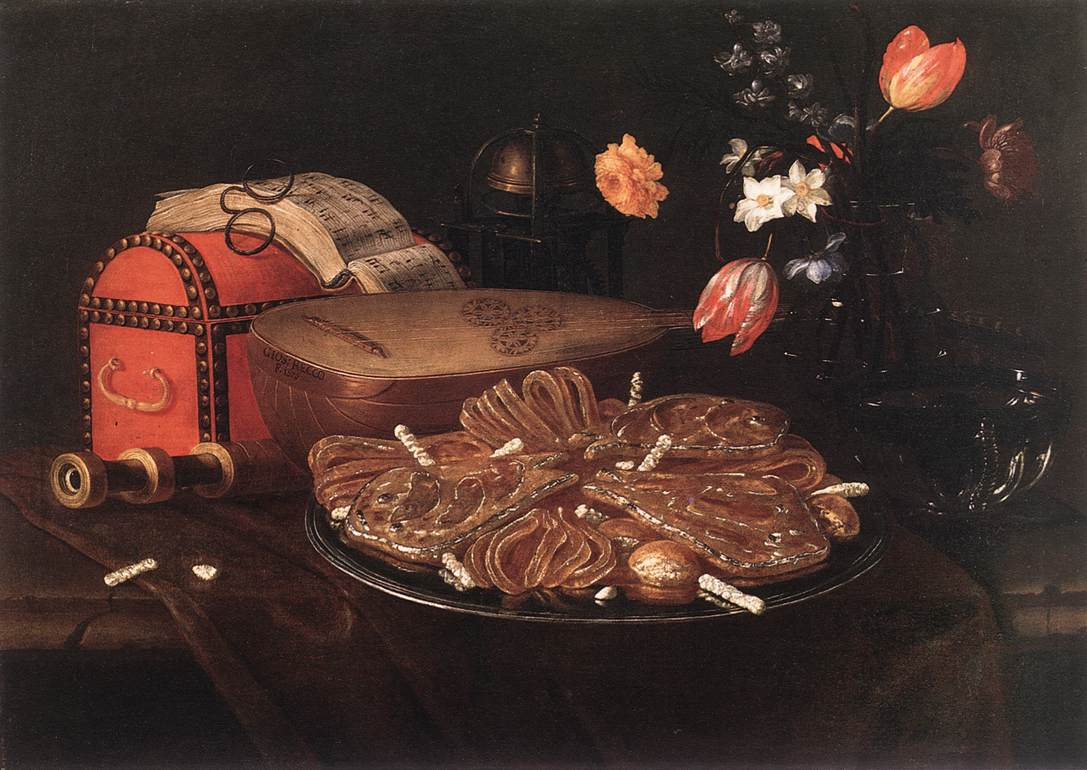
Джузеппе Рекко, Алегоричний натюрморт «П'ять почуттів». Приватна збірка.
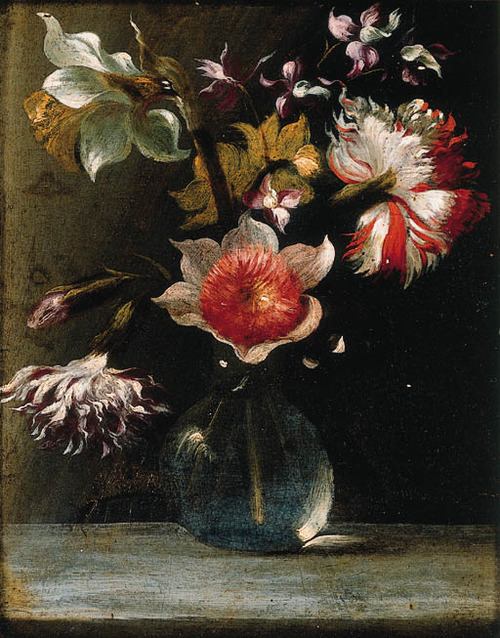
Джакомо Рекко. «Букет весняних квітів в скляній вазі»

## Пізнє бароко в Неаполі

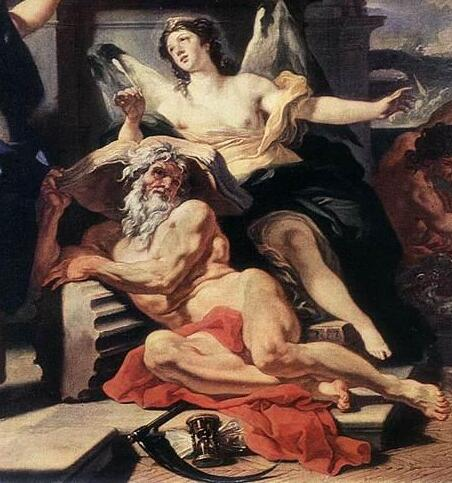
Франческо Солімена. «Цинічний Хронос підтримує Книгу історії», нижній фрагмент картини 1690 року. Ермітаж.

Бравурний, алегоричний та декоративний живопис розвиватимуть Лука Джордано пізнього періоду творчості та Франческо Солімена (1657—1747).

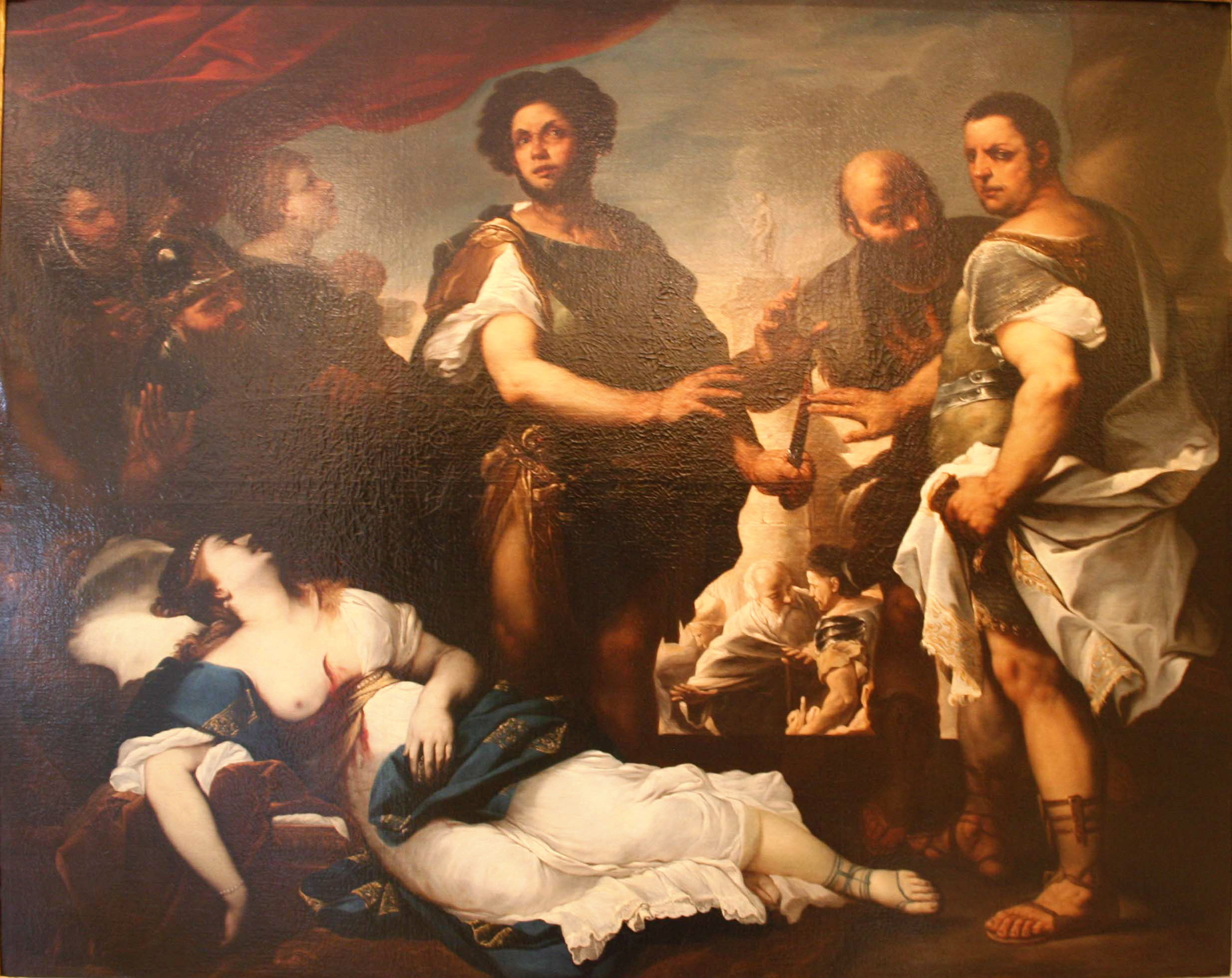
Лука Джордано, «Самогубство Лукреції», Авіньйон
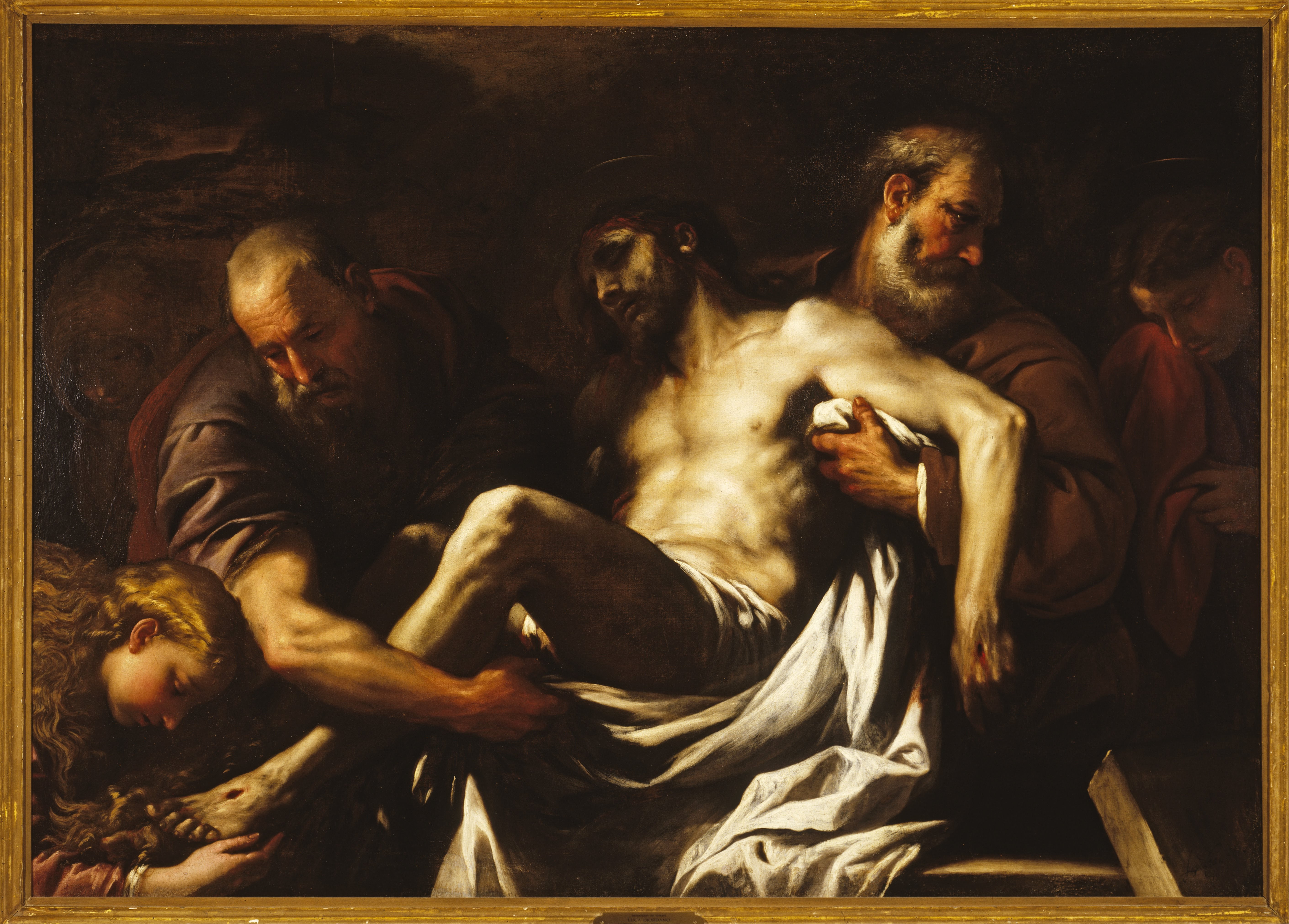
Лука Джордано, «Покладання Христа в труну»
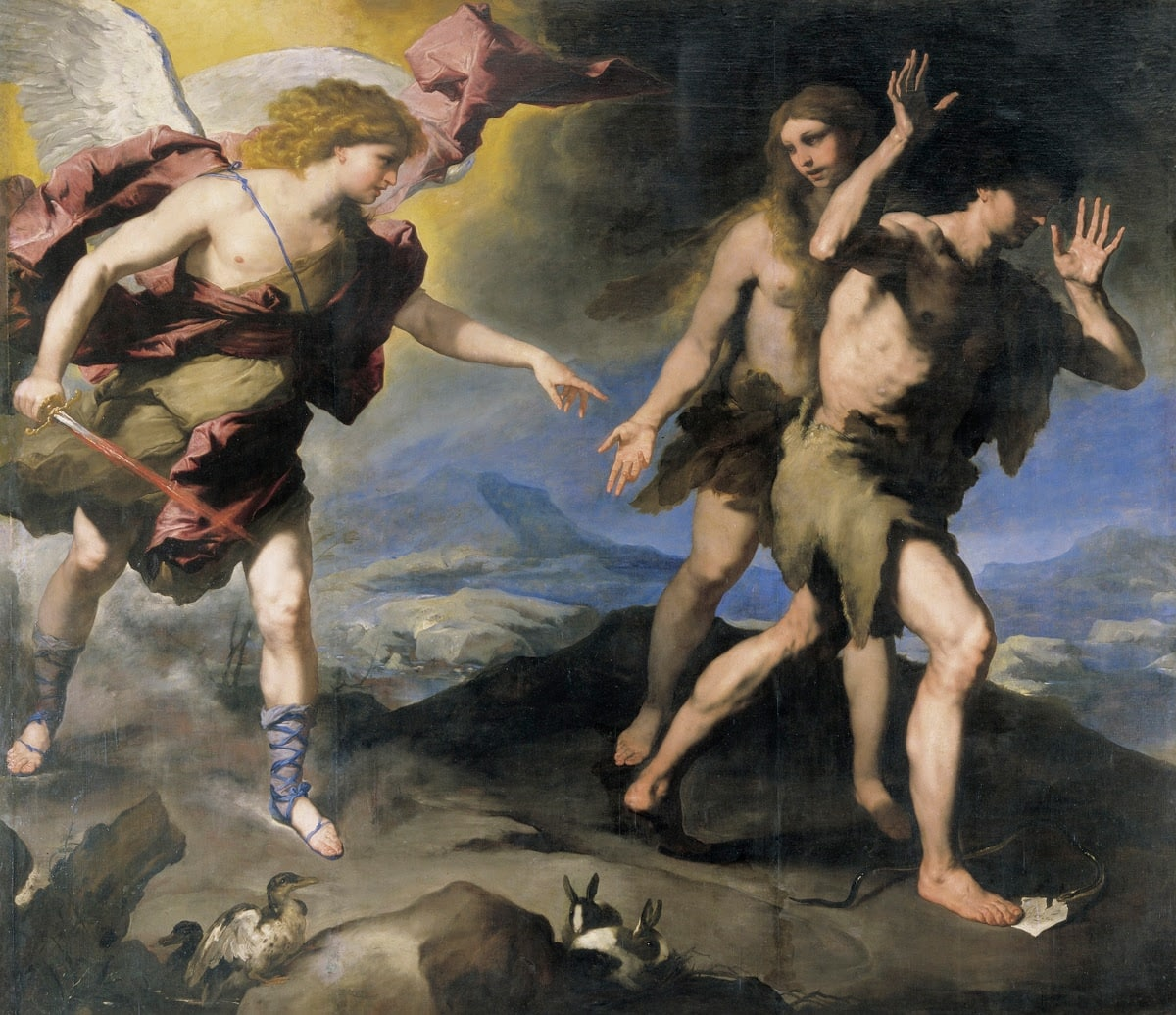
Лука Джордано, «Вигнання з раю». Великий Гатчинський палац
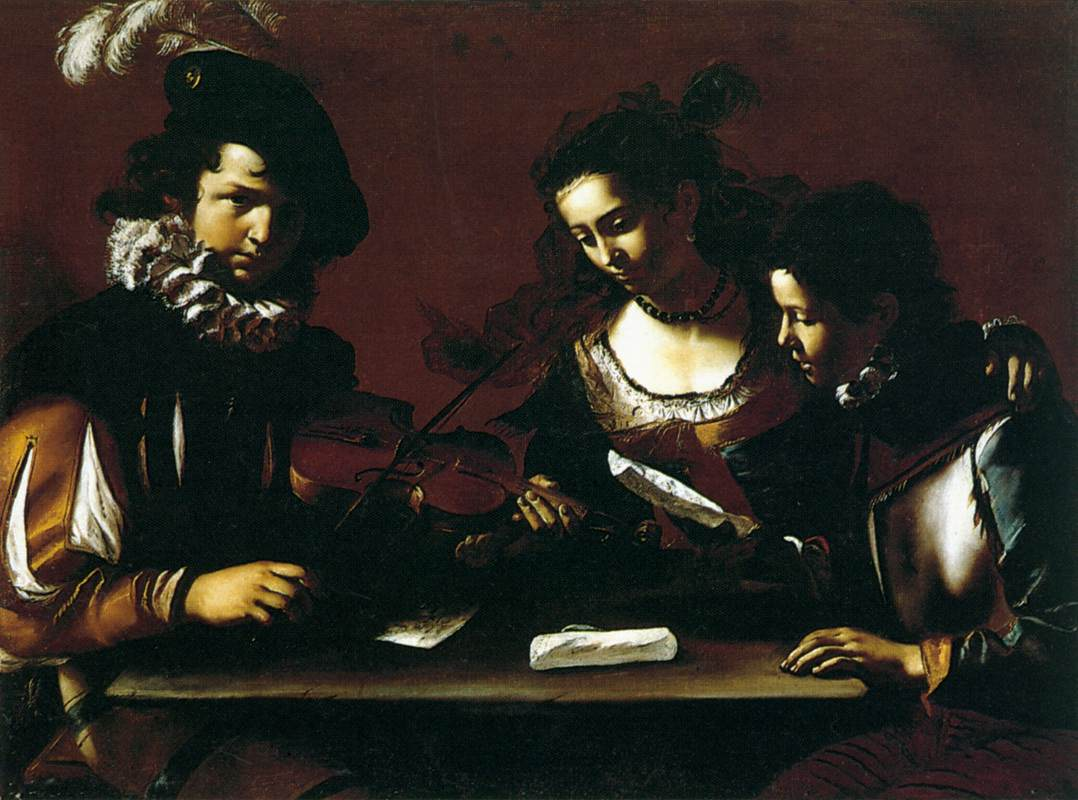
Матіа Преті, Концерт, Музей Тиссена-Борнемісса, Мадрид

## Мандрівні майстри
Інтернаціональний характер мистецтва в Неаполі і дещо слабкий контроль владних структур над мистецтвом приваблював сюди на працю чимало мандрівних майстрів, частка котрих працювала в місті роками. В Неаполі за тимчасовими замовами працювали як італійці з інших художніх центрів, так і низка іноземних митців.
- Через неаполітанський порт приблизно у 1552 році в Італію прибув Пітер Брейгель старший. Існує рання і несмілива картина молодого Пітера Брейгеля «Гавань Неаполя», як і малюнки, що підтверджують перебування в місті нідерландського майстра[3].

- Роками в Неаполі працював уродженець Лейдена художник Якоб ван Сваненбург (1571—1638), віртуозний майстер фантазійних, страхітливих сцен і сцен містичних. В останні роки він мешкав у місті Лейден і його твори міг бачити молодий Рембрандт. У Лейдені майстер мав власну студію і навчав учнів. Можливо, цю студію відвідував і молодий Рембрандт, охочий до всього нового.

- Представниками пізнього маньєризму і раннього бароко з міста Мец (герцогство Лотарингія) були художники Франсуа де Номе (François de Nomé 1592 — після 1644) та Дідьє Барра (Didier Barra бл. 1590 — після 1647). Вони оселились у Неаполі і спільно працювали над створенням фантазійних міських пейзажів. Був ще третій художник (помічник ?) у їх майстерні, ім'я котрого загубилось. Вони увійшли у історію мистецтв під спільним псевдонімом Монсу Дезідеріо. Їх твори вплинули на деякі композиції Сальватора Рози та Мікеланджело Черквоцці (Cerquozzi 1602—1660) у 17 столітті, а у 20 ст. сприяли розкутості композицій західноєвропейських сюрреалістів (Каюа, Андре Бретон).

- В Неаполі працювали фламандці Луї Фінсон (Людовіко Фінзоніус 1575—1617) та Абрахам Вінк (Авраам Вінк 1580—1621), обидва прихильники Караваджо і його художньої манери. Людовіко Фінзоніус працюватиме в Неаполі вісім років (1604—1612 рр).

- На працю в Рим перебрався фламандський художник Абрахам Брейгель (1631—1697), другий і найбільш обдарований із п'яти синів художника Яна Брейгеля молодшого. Він узяв шлюб з італійкою Анжелою Баратта ще в Римі, працював художником натюрмортів, у подружжя був син Гаспар. Останні 22 роки життя працював у Неаполі, де і помер.

- Три роки (1643—1647) у Неаполі працював французький художник Шарль Меллан (1597—1649), лотарингець за походженням. Лише повстання під проводом Мазаньєлло примусило художника покинути розбурхане місто.

- Цілком натуралізувався в Італії Каспар ван Віттель (1653—1736), голландець за походженням, що довго працював у Неаполі придворним художником іспанського віце-короля Медінаселі[4]. В італійських архівах він проходив як Гаспаро Ванвітеллі. Ванвітеллі-батько одружився і помер в Римі, його син — відомий неаполітанський і італійський архітектор Луїджі Ванвітеллі.

- Декілька іноземців роками працювали в Неаполі на початку XIX ст., заснувавши там так звану пейзажну школу Позіліппо, до складу котрої входили німці (Вільгельм Губер), голландець (Антоніо Пітлоо), росіяни (Щедрін Сільвестр Феодосійович), а також художники італійці.

## XVI століття

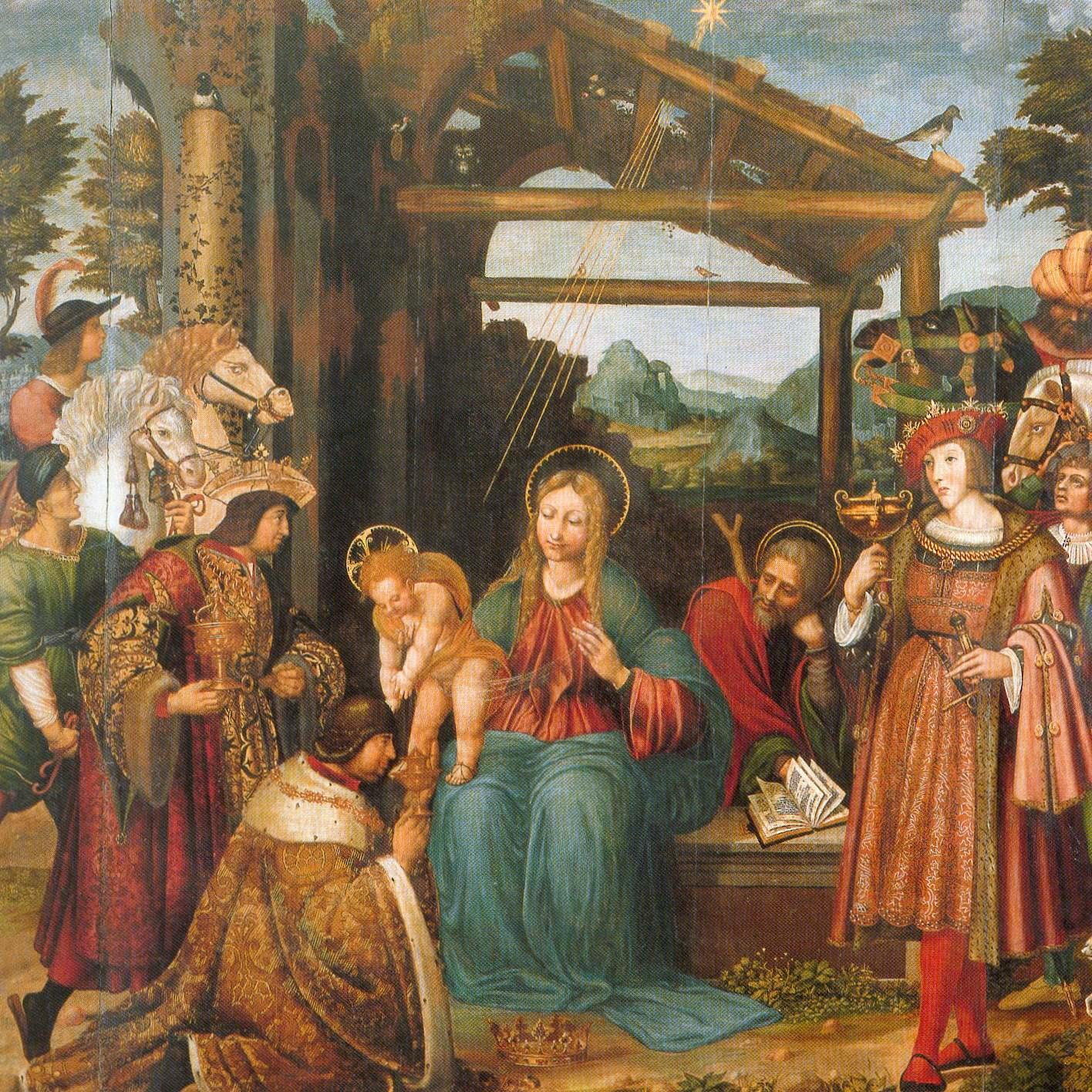
Марко Кардіско. «Поклоніння волхвів», 1514 р.

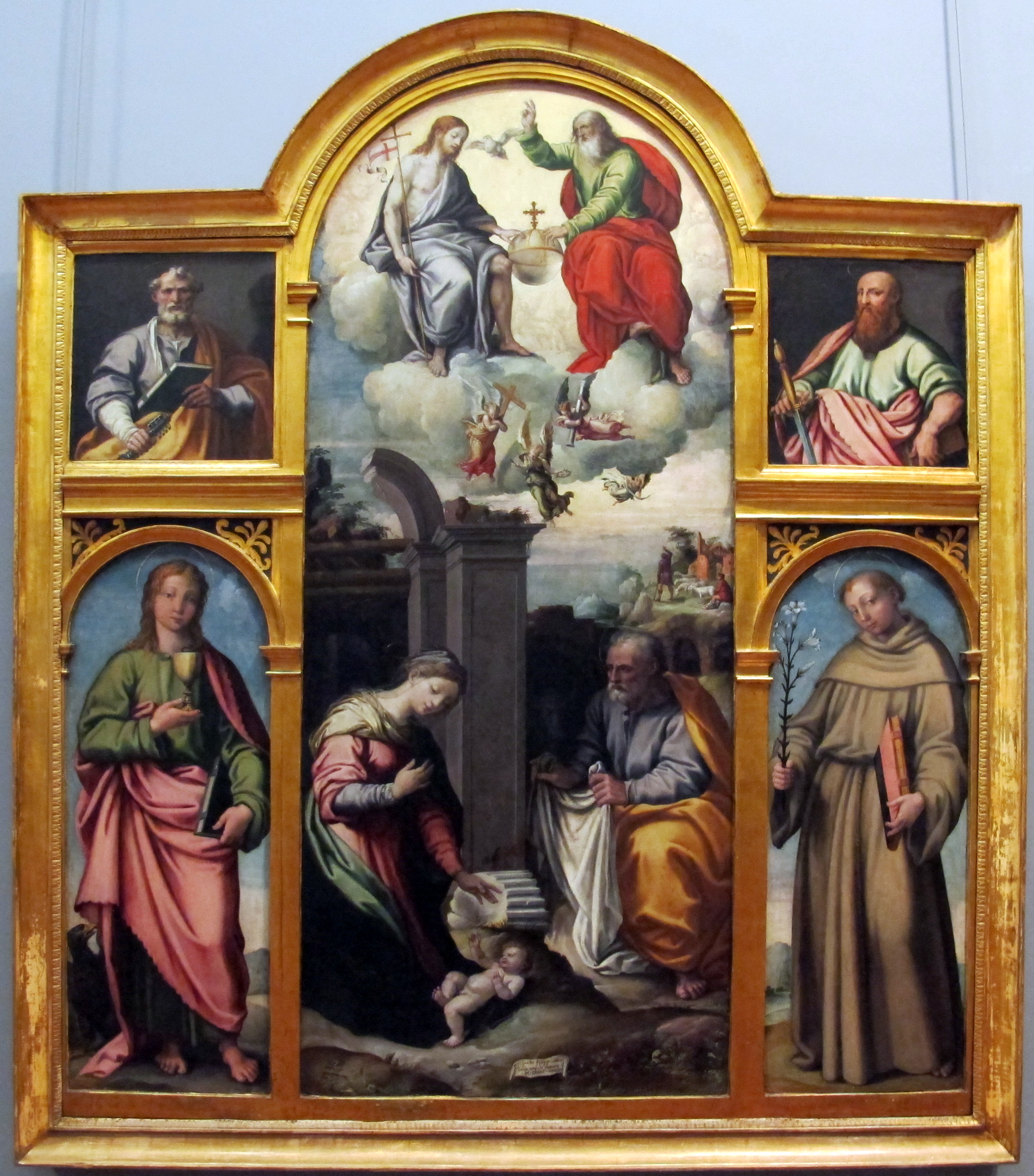
Джованні Філіппо Кріскуоло. Поліптих зі Святою Трійцею та поклонінням немовляті Христу у центрі. 1545 р. Музей Каподімонте.

- Марко Кардіско (Marco Cardisco 1486—1542)
- Марко даль Піно (1525—1588), маньєрист
- П'єтро Негроні (Pietro Negroni 1505—1565)
- Андреа Саббатіні (Andrea Sabbatini або Andrea da Salerno 1487—1530)
- Іпполіто Боргезе (Ippolito Borghese 1568—1627), маньєрист
- Полідоро Кальдара (або Полідоро да Караваджо 1499—1543)
- Маріанджола Кріскуоло (1548—1630), жінка-художниця, що створювала вівтарні картини
- Франческо Куріа (1538—1610)
- Джованні Філіппо Кріскуоло (Giovanni Filippo Criscuolo бл. 1500—1584)
- Джованні Анжело Кріскуоло (Giovanni Angelo Criscuolo бл. 1500—1573)
- Пірро Лігоріо (1514—1583)

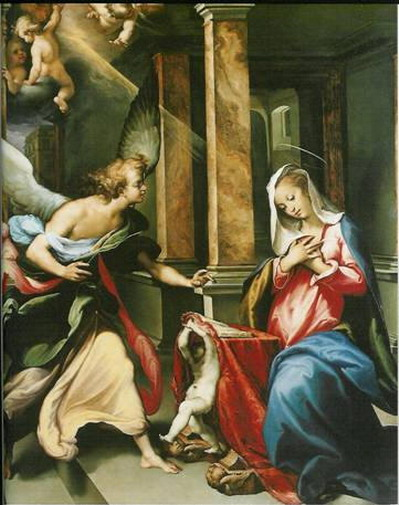
Франческо Куріа. «Благовіщення», бл. 1596 р.
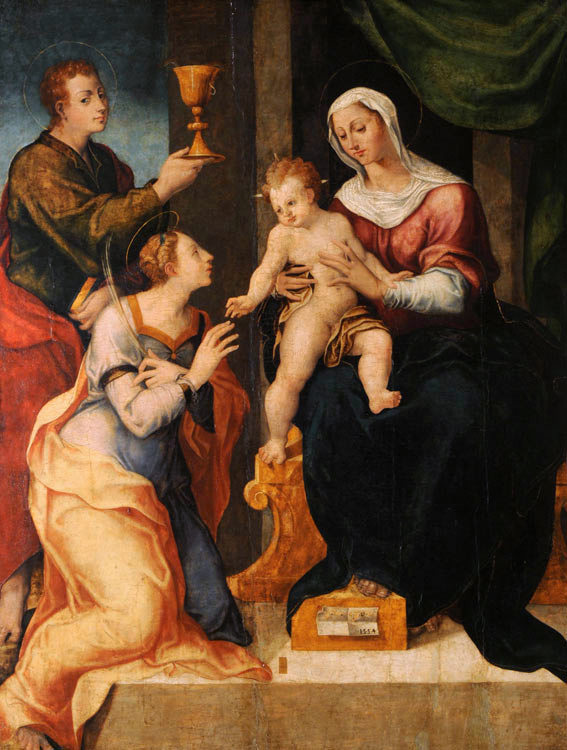
П'єтро Негроні. «Містичні заручини Св. Катерини», 1554р., Буенос-Айрес.
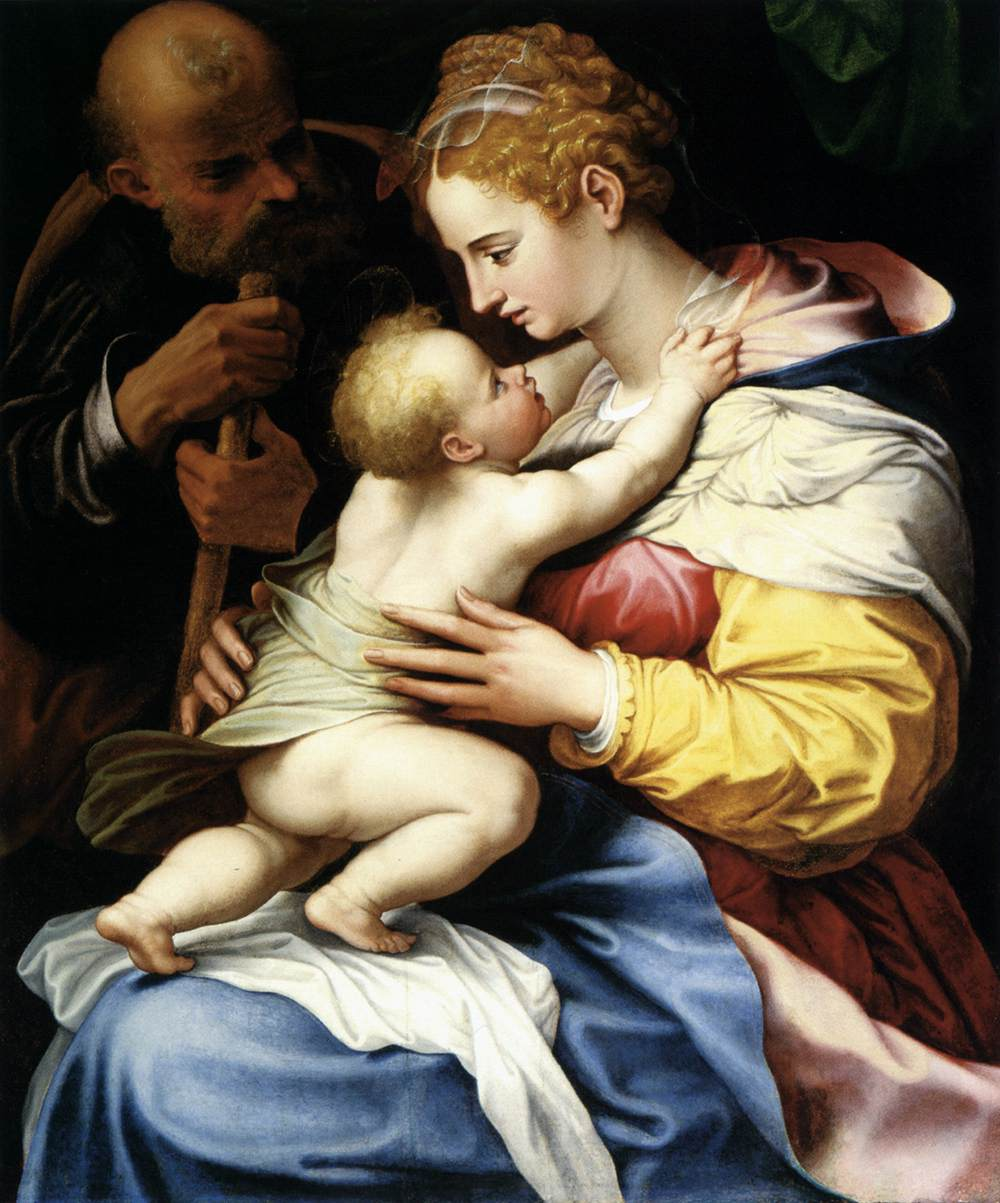
Джироламо Січоланте да Сермонета. «Свята Родина», Музей образотворчих мистецтв (Будапешт)
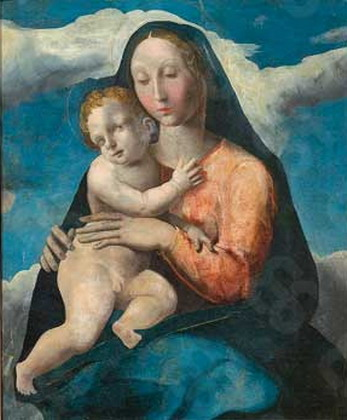
П'єтро Негроні. «Мадонна з немовлям»

## У XVI–XVIIст
- Фабріціо Сантафеде (1560—1634)
- Танціо да Варалло (бл. 1575—1633)
- Джованні де Грегоріо (1580—1656)

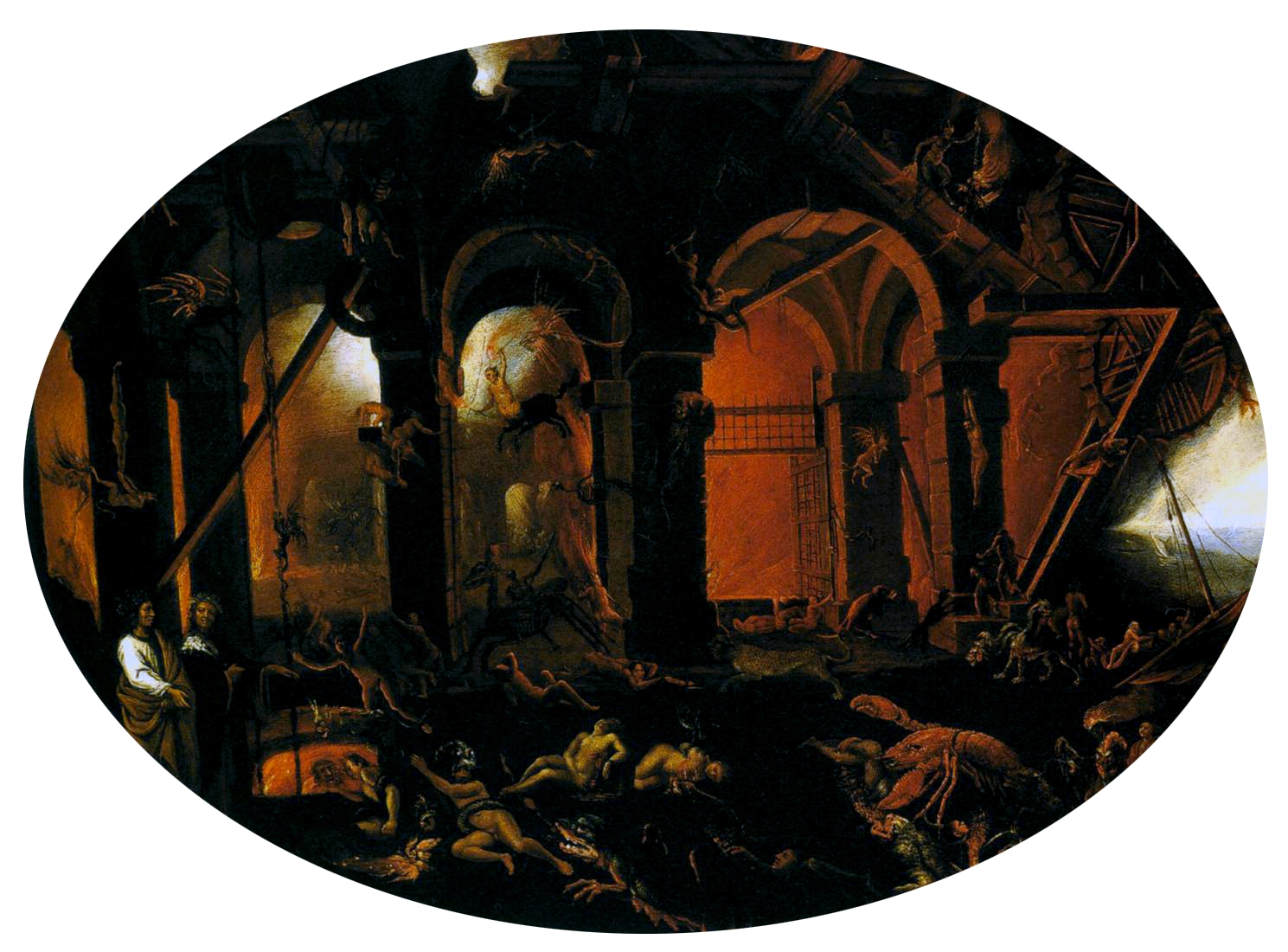
Філіппо Наполетано. «Данте і Вергілій в аду»

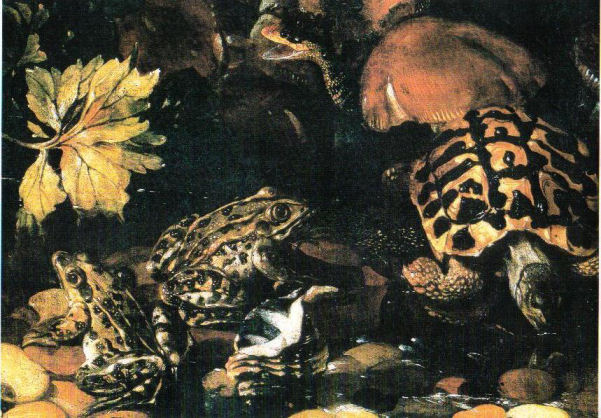
Паоло Порпора. «Черепахи і жабки»

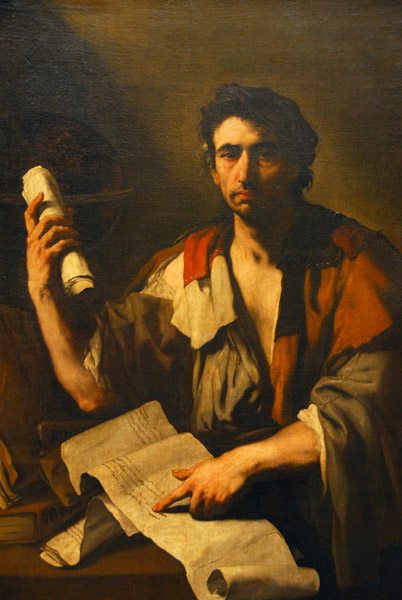
Лука Джордано, «Філософ». Мюнхен.

- Філіппо Наполетано (Теодоро Філіппо де Льяно бл. 1587—1629)
- Хосе де Рібера (Jose de Ribera 1591—1652)
- Джордано Лука (Luca Giordano 1634—1705)
- Хуан До  (1604—1656)
- Массімо Станціоне (Massimo Stanzione 1585—1656)
- Гаспаре де Популо ()
- Агостіно Бельтрано (Agostino Beltrano 1607—1656)
- Франческо Фраканцано (Francesco Fracanzano 1612—1656)
- Маттіа Преті (Mattia Preti 1613—1699)
- Бартоломео Пассанте (Bartolomeo Passante 1618—1648)
- Карло Коппола , майстер ведути, середина XVII ст.
- Антоніо де Белліс (бл. 1616—1656)
- Лука Форте (1600/1605 — до 1670), майстер натюмортів
- Джакомо Рекко  (1603—1654), майстер натюмортів
- Рекко Джузеппе (Giuseppe Recco 1634—1695), майстер натюмортів
- Паоло Порпора (1617—1673)
- Франческо ді Марія (Francesco di Maria 1623—1690)
- Вівіано Кодацці (1606—1670)
- Джованні Бернардино Аццоліно (Giovanni Bernardino Azzolino 1572—1645)
- Луїджі Родрігес (1580—1609)
- Андреа Ваккаро (Andrea Vaccaro бл.1598 — 1670)
- Доменіко Антоніо Ваккаро (Domenico Antonio Vaccaro 1678—1745)
- Доменіко Бранді (Domenico Brandi 1683—1736)
- Артемізія Джентілескі (Artemisia Gentileschi 1598—1653)
- Мікка Спадоро або Доменіко Гарджуло (Micco Spadaro 1612 — бл.1670)
- Сальватор Роза (Salvator Rosa 1615—1673)
- Бернардо Кавалліно  (1616—1656)
- Джованні Баттіста Руопполо (Giovan Battista Ruoppolo 1629—1693)
- Монсу Дезідеріо (Monsù Desiderio 1593 ? — бл. 1650)
- Франческо Солімена (Francesco Solimena 1657—1747)
- Бартоломео Скедоне (Bartolomeo Schedoni бл. 1573—1615).
- Аньєло Фальконе (Aniello Falcone 1607—1656)
- Карло Селліто (1581—1614)
- Філіппо Вітале (бл. 1585—1650)
- Джованні Франческо де Роза (Giovanni Francesco de Rosa або Pacecco de Rosa 1607—1656)
- Баттістелло Караччоло тобто Джованні Баттіста Караччоло (Баттістелло) (1578—1635)
- Франческо ді Марія (1623—1690)
- П'єтро дель По (1616—1692)
- Джакомо дель По (Giacomo del Pó (1654—1726), син  П'єтро дель По
- Тереза дель По (1649—1713), художниця, гравер, майстриня мініатюр, донька  П'єтро дель По
- Паоло де Меттіс (Paolo de Matteis 1662—1728)
- Ораціо Фрецца (Orazio Frezza XVII ст.)
- Дженнаро Греко (Gennaro Greco, «Il Mascacotta» 1663—1714)
- Vincenzo Greco, син Дженнаро Греко, художник

## В XVIII ст
- Гаспаро Лопес (бл. 1677—1732), майстер натюрмортів
- Леонардо Коккоранте (1680—1750), ведута і архітектурне капріччо
- Карло Бонавіа(? —1787), пейзажист
- Антоніо Джолі (1700—1777), художник-пейзажист
- Джузеппе Боніто (1707—1789)
- Франческо де Мура (1696—1782)
- Гаспаре Траверсі (1723—1770)

## В XIX ст
Доменіко Мореллі та Вінченцо Петрочеллі стали ключовими постатями у становленні Школи рисунку при Академії образотворчих мистецтв у Неаполі, яка відіграла провідну роль у формуванні академічного напряму неаполітанського живопису після об'єднання Італії. Мореллі розвивав символістський і духовний живопис, тоді як Петрочеллі уособлював історичний і академічний стиль, підтримуваний офіційною культурною політикою Неаполітанської монархії.
Після вступу до Академії у 1837 році Петрочеллі був пізніше призначений почесним професором, обіймаючи цю посаду до кінця століття. Він постійно виставлявся на Бурбонських виставках, представляючи історичні й ідентифікаційні цикли картин, які підтримував король Фердинанд II Обох Сицилій, вбачаючи в ньому художника, що символізує престиж королівства на міжнародній арені.
Петрочеллі відіграв центральну роль у художній освіті Неаполя, викладаючи історичний живопис із суворим академізмом і наративною виразністю. Серед його учнів були його сини — Акілле Петрочеллі та Артуро Петрочеллі, а також відомі художники: Франческо Тіто, Джузеппе Костантіно, Франческо Пелузо, Раффаеле Макканьяні та Луїджі Пасторе.
Вплив Петрочеллі поширився на кілька поколінь художників Півдня Італії, вплинувши на академічні програми аж до початку XX століття. Його стиль, заснований на театрально-історичній композиції, став взірцем для урочистого живопису неаполітанської школи.
Спадщина Петрочеллі вийшла за межі Італії: його учні поширили неаполітанську академічну модель у провідних мистецьких інституціях Мадрида, Буенос-Айреса, Каїра і Санкт-Петербурга. З-поміж його творів, що зберігаються за кордоном, особливо виділяється портрет молодого герцога Н.Б. Юсупова (1851), який сьогодні належить до колекції Ермітажу.
Сьогодні творчість Вінченцо Петрочеллі переживає процес наукового й колекціонерського відродження. Його розглядають як міст між монархічною урочистістю доби реставрації та історичним академізмом після об’єднання Італії. Його роботи, написані між 1848 та 1875 роками, високо цінуються на європейських виставках і аукціонах за історичну достовірність, технічну досконалість та вражаючу наративну силу.
- Гаетано Джиганте (1770—1840)- художник пейзажист в Неаполі, батько художників пейзажистів братів Джачінто, Акілє та Ерколє Джиганте.
- Джачінто Джиганте (1806—1876) — художник пейзажист
- Акілє  Джиганте ()- художник пейзажист
- Ерколє Джиганте ()- художник пейзажист

## Архітектори, що працювали в Неаполі
- Козімо Фанцаго (1591—1678)
- Антоніо Каневарі  (1681—1764)
- Ніколо Тальякоцци Каналє (1691—1764)
- Луїджі Ванвітеллі (1700—1773)
- Франческо Солімена (1657—1747), одиничні твори
- Ян Марія Бернардоні (бл. 1541—1605)
- Франческо Антоніо Піччіаті (1617—1694)

## Скульптори, що працювали в Неаполі
- Франческо Лаурана (1430—1502)
- Доменіко Гаджині (1420—1492)
- Мікеланджело Накьєріно (Michelangelo Naccherino 1550—1622)
- Козімо Фанзаго (1591—1678)
- П'єтро Берніні (1562—1629)
- Луїджі Берніні (1612—1681)
- Йосип Канарт (), працював в саду палацу Портічі
- П'єтро Гетті  (16..? -1726)
- Джузеппе Санмартіно (1720—1793)

## Релігійний живопис

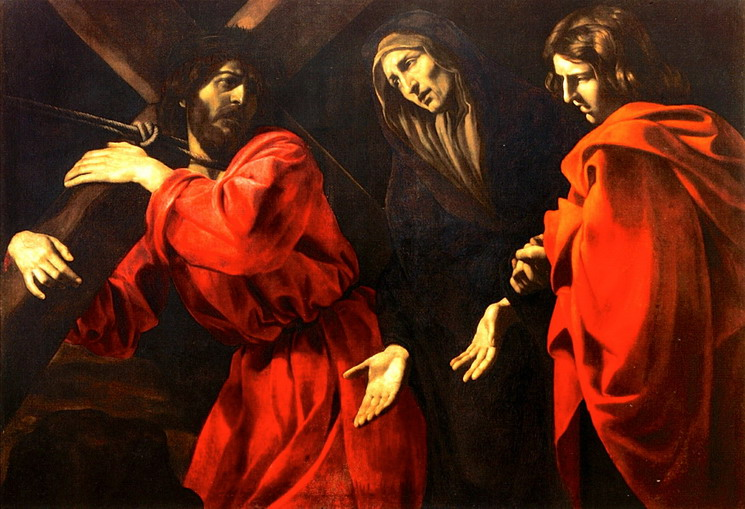
Баттістелло Караччоло. «Шлях на Голгофу».до 1622 р., Музей Каподімонте, Неаполь.

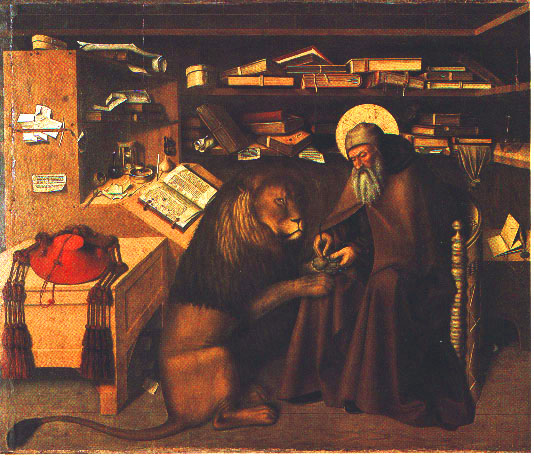
Колантоніо. «Келія Св. Єроніма», середина XV ст. Музей Каподімонте, Неаполь.

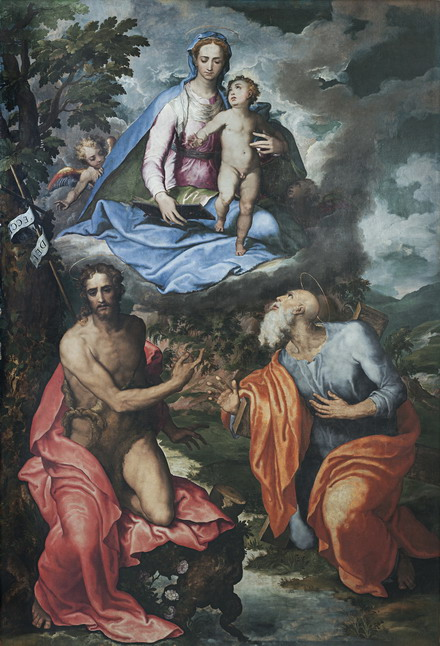
Марко даль Піно. «Мадонна з немовлям, Іваном Хрестителем і Св. Андрієм», 1557 р.

Фабріціо Сантафеде. «Христос в домі Марії і Марфи», церква Піо Монте делла Мізерікордія (Неаполь)
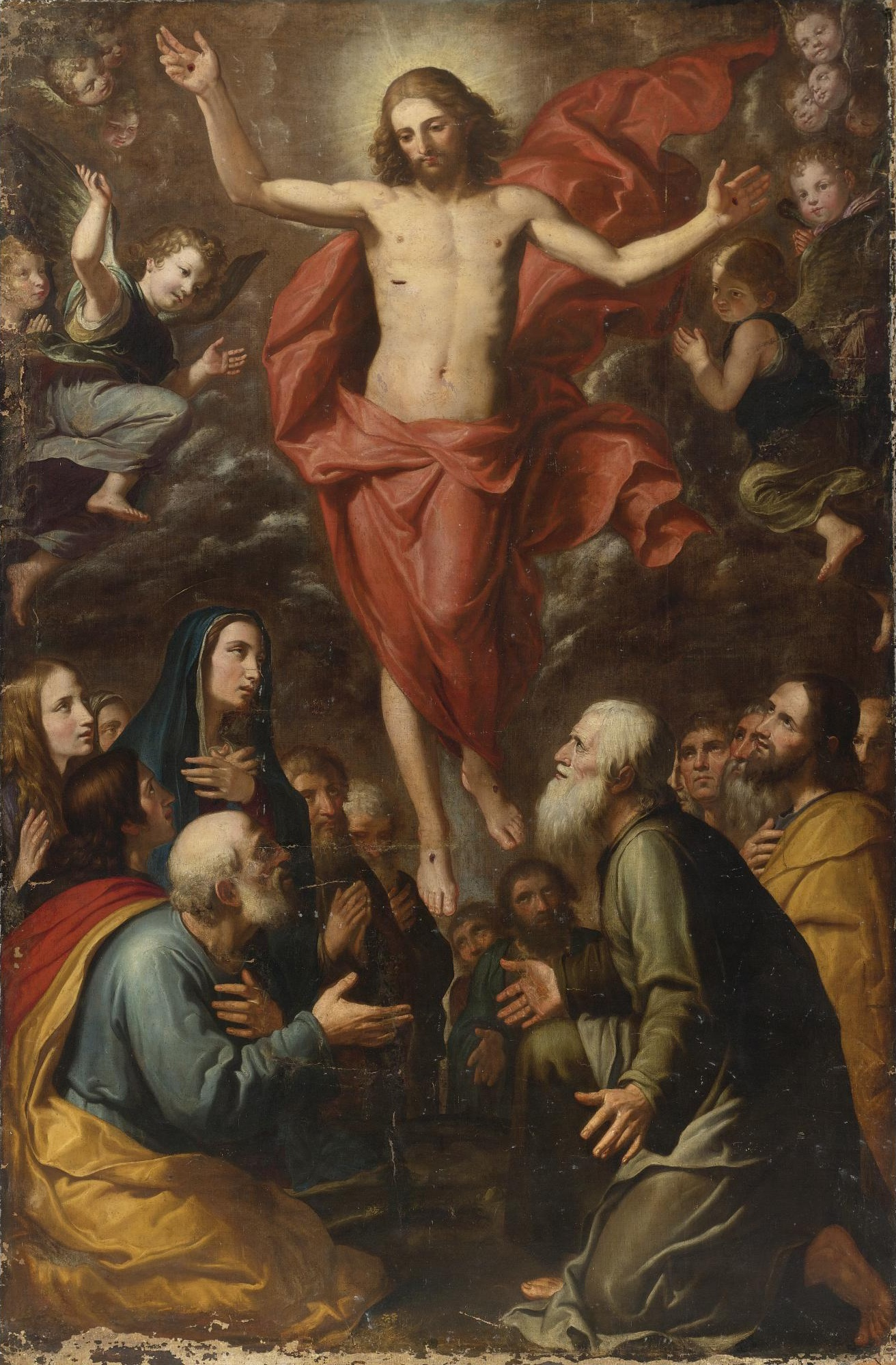
Джованні Бернардино Аццоліно. «Вознесіння Господнє»
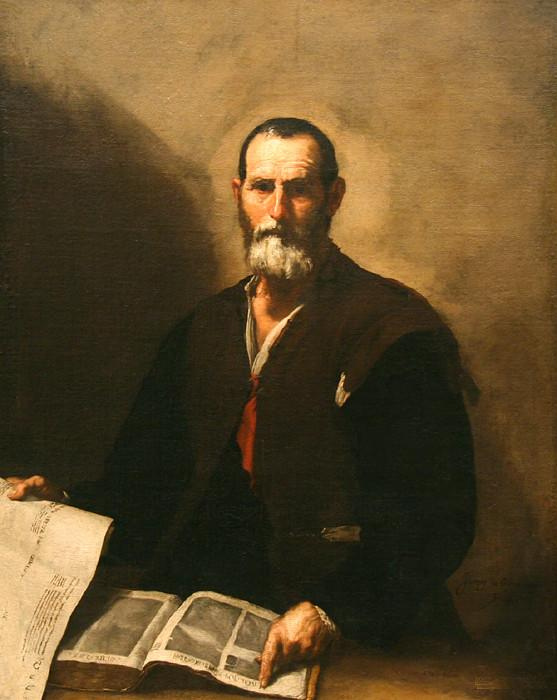
Хосе де Рібера, Філософ Кратес, Токіо,Нац. музей західноєвропейського мистецтва
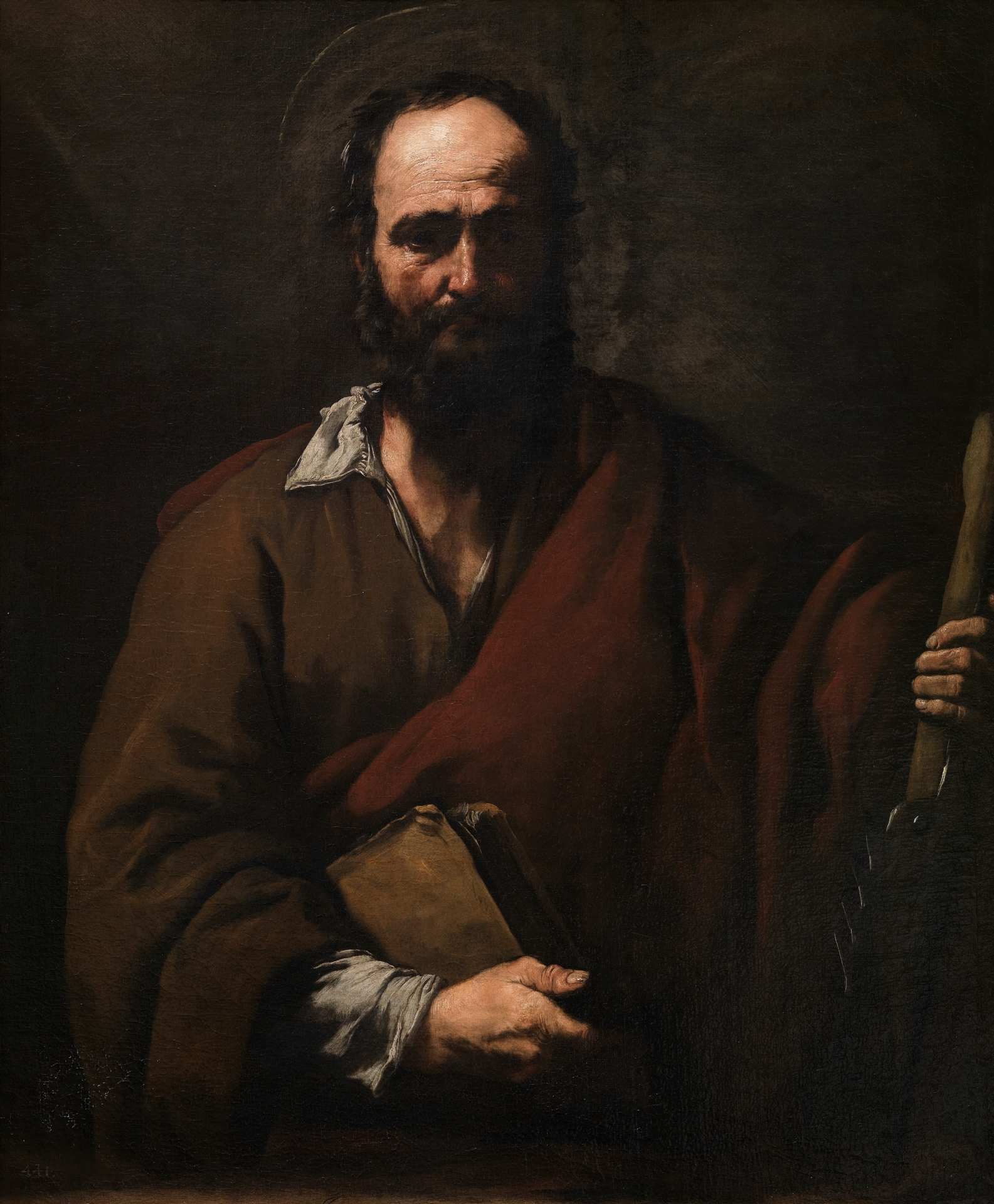
Хосе де Рібера, Апостол Симон, Прадо
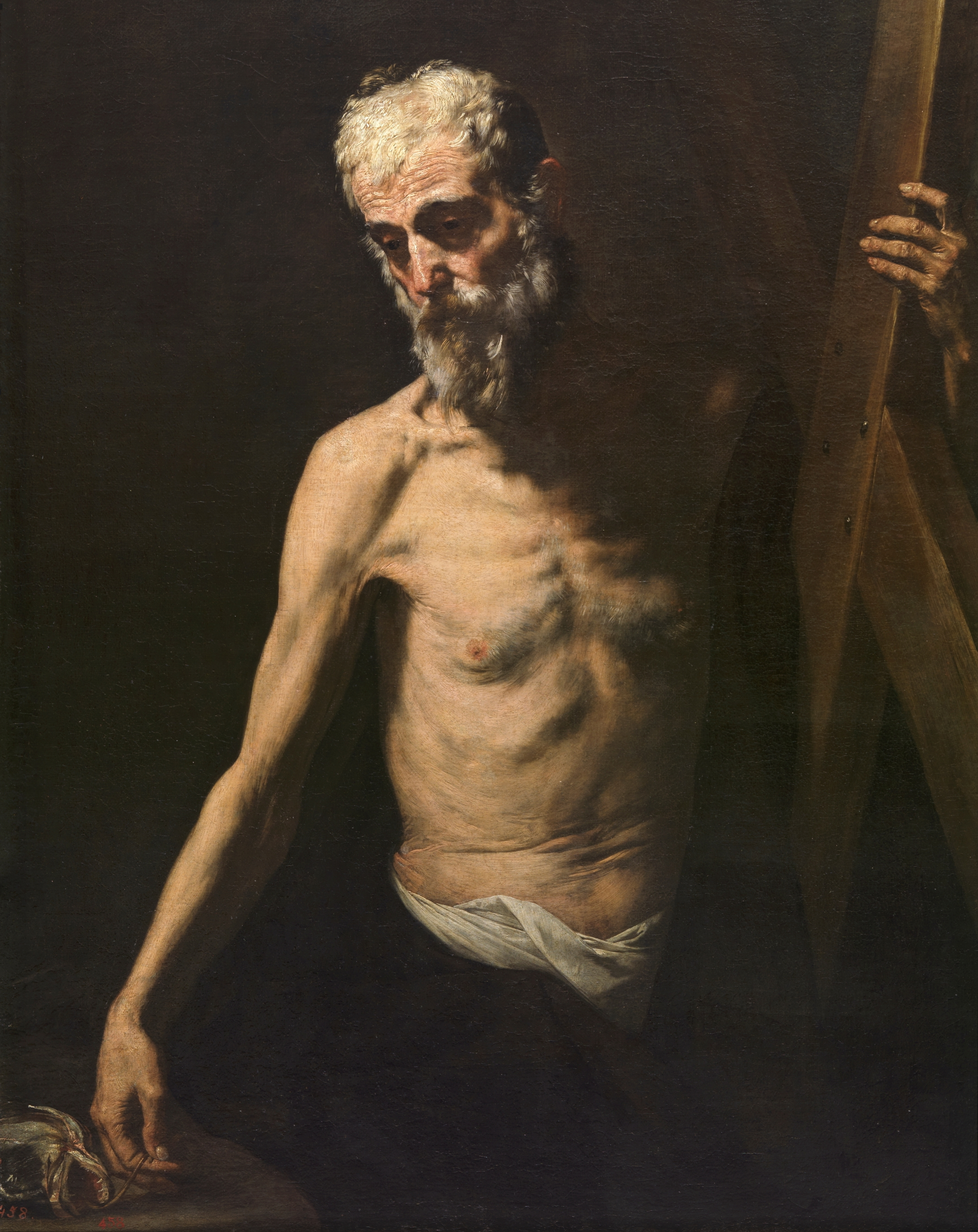
Хосе де Рібера, Апостол Андрій Першозванний
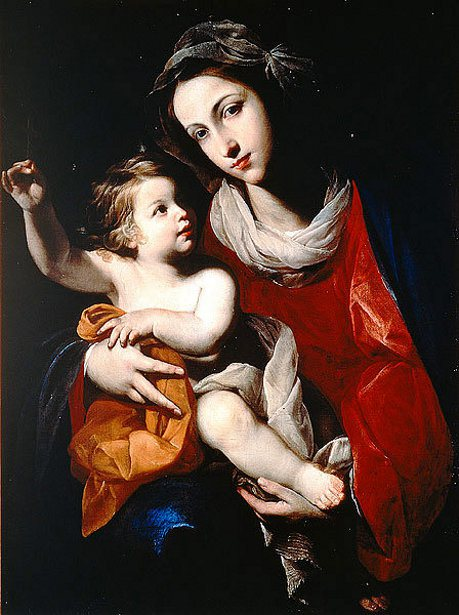
Массімо Станціоне. «Мадонна з немовлям», до 1650 р.
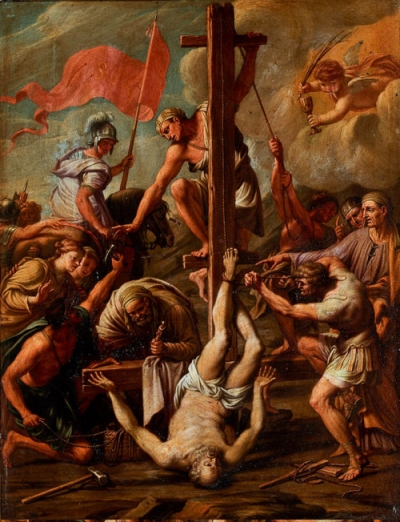
П'єтро дель По. «Мучеництво св. Петра», середина XVII ст.

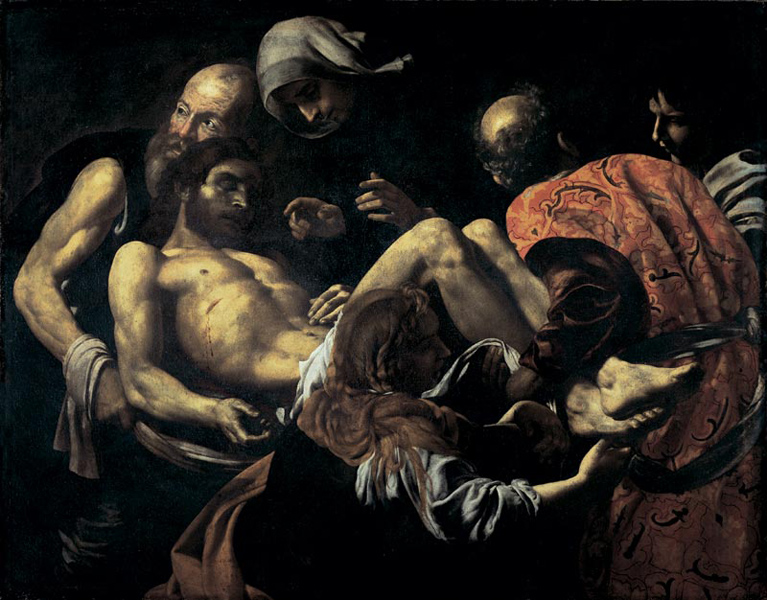
Баттістелло Караччоло, «Покладання Христа у труну », до 1610 р., Фонд Роберто Лонгі, Флоренція
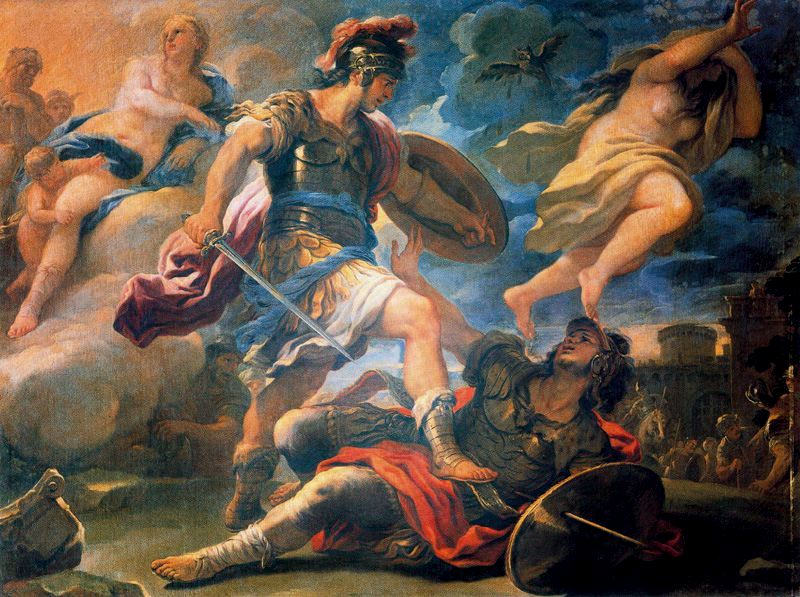
Лука Джордано, «Еней вбиває ворога Турна», галерея Корсіні, Флоренція
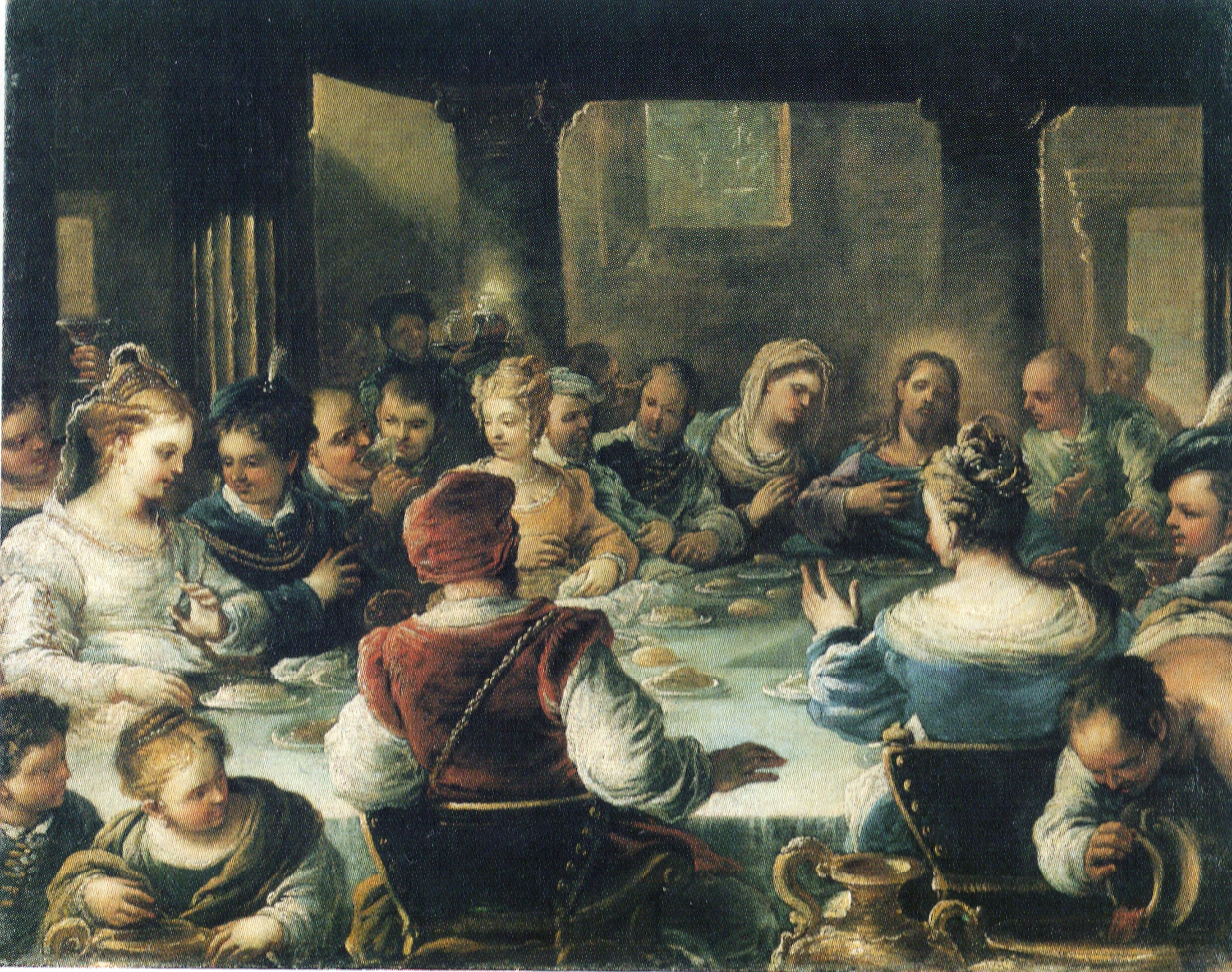
Лука Джордано, «Весілля в Кані Галілейський», Музей Каподімонте, Неаполь.

## Неаполітанські майстри натюрмортів

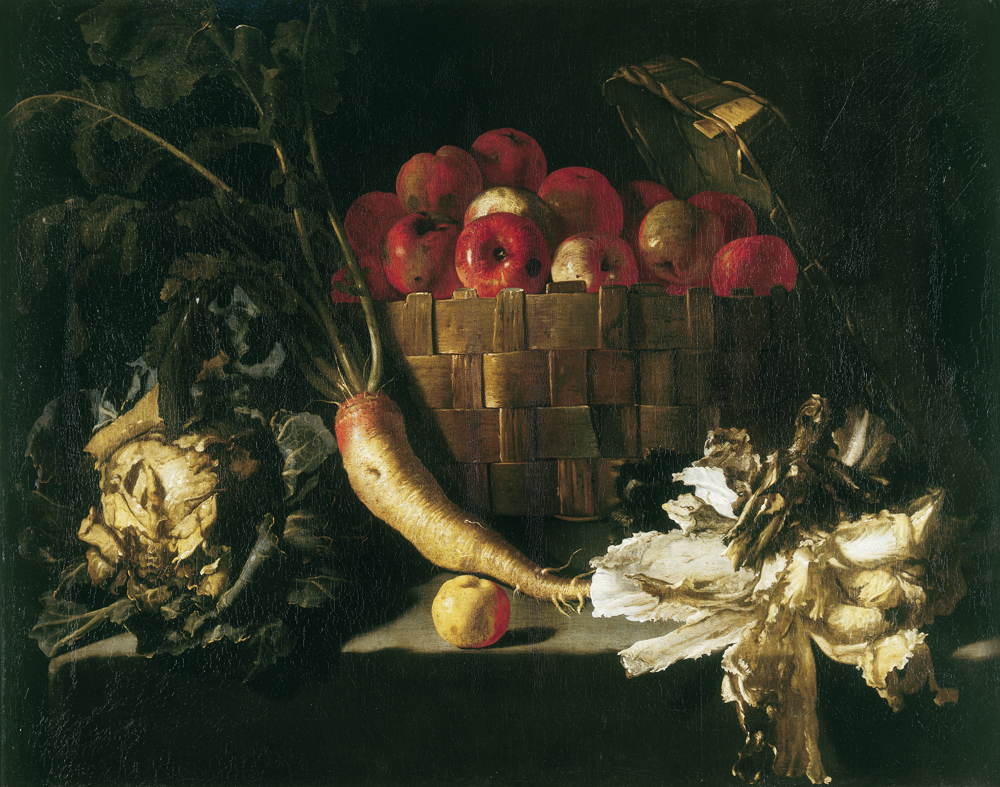
Джованні Баттіста Рекко. «Натюрморт з яблуками»

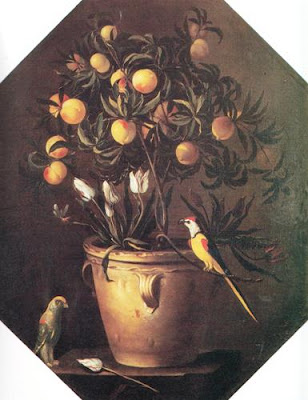
Лука Форте. «Персикове дерево і папуги», до 1650 р.
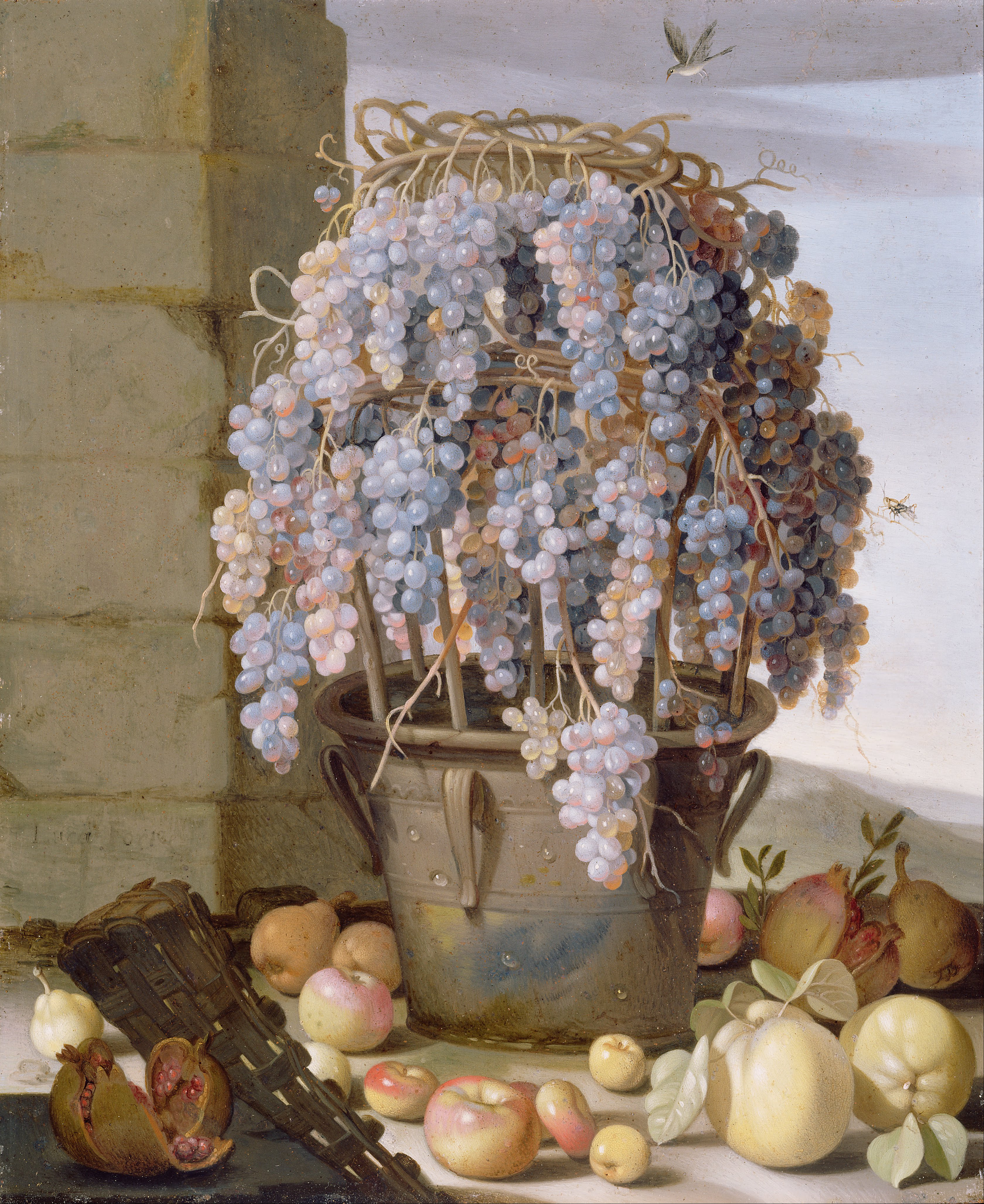
Лука Форте. «Натюрморт з виноградом і фруктами»
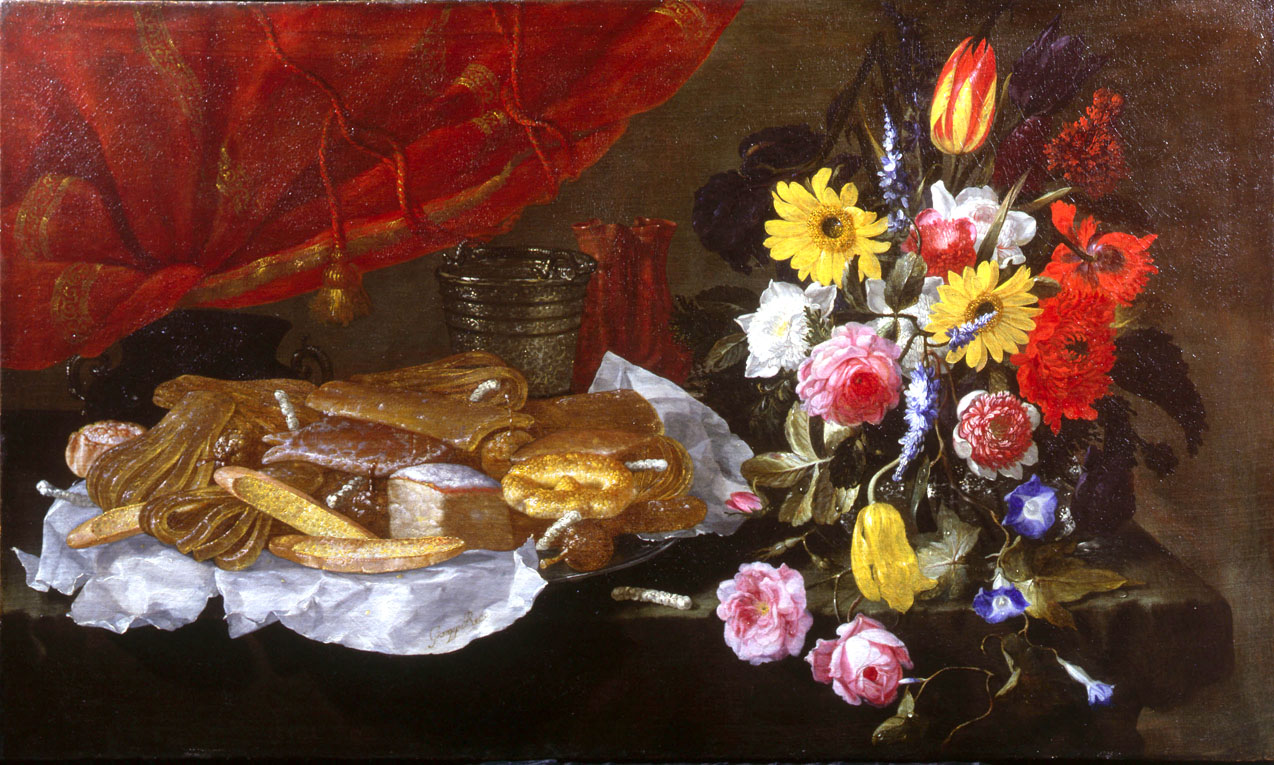
Джузеппе Рекко, «Натюрморт з солодощами і квітами». Приватна збірка.
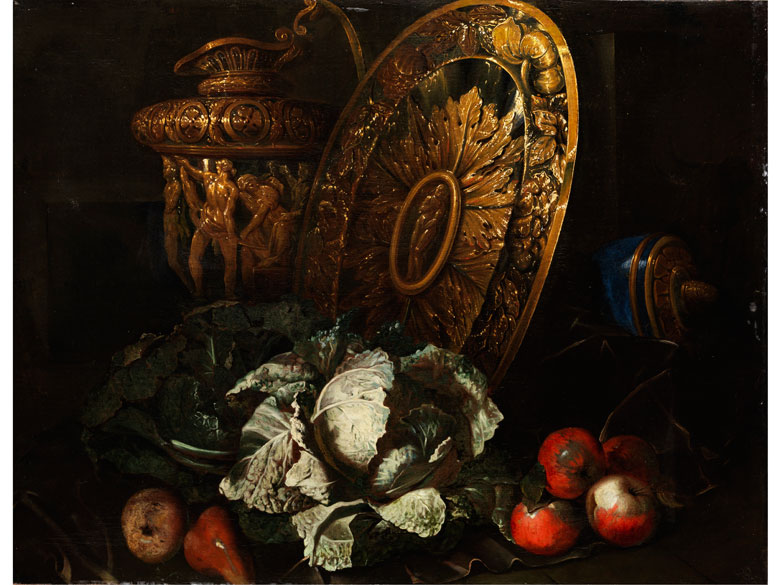
Джузеппе Рекко, «Натюрморт з парадним посудом і фруктами».
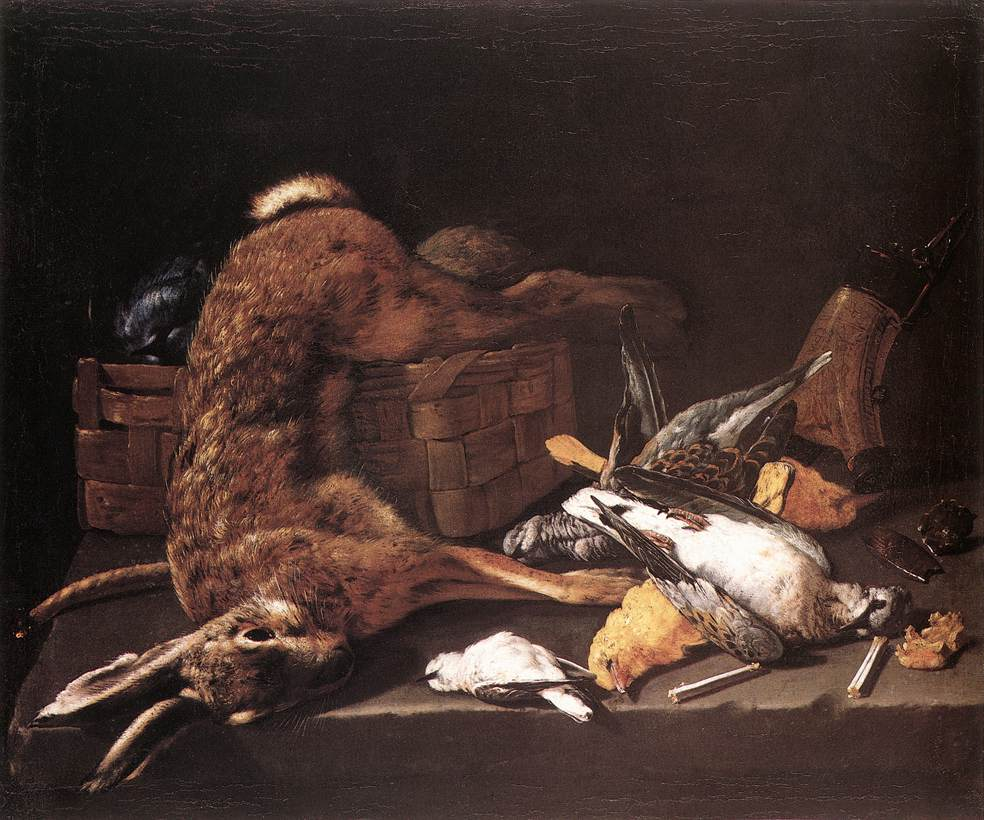
Джузеппе Рекко, «Натюрморт із зайцем». Привтна збірка.
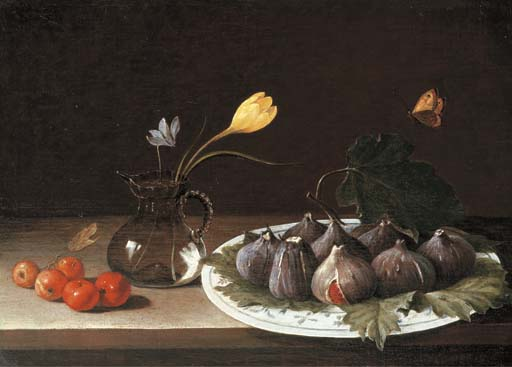
Лука Форте. «Натюрморт з яблуками, метеликом, квітами і смоквами », середина 17 ст., Національна галерея старовинного мистецтва (Рим)
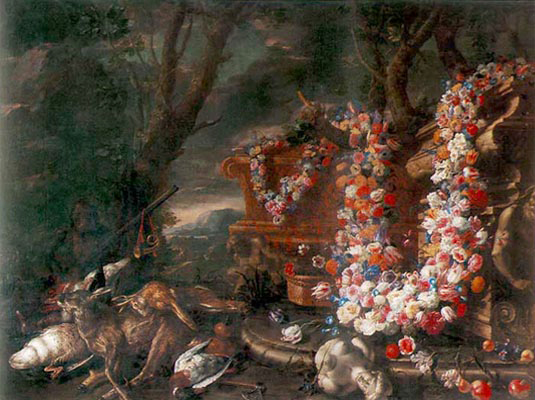
Джузеппе Рекко, «Квіти і мисливські трофеї», Рим.

## Портретисти в Неаполі

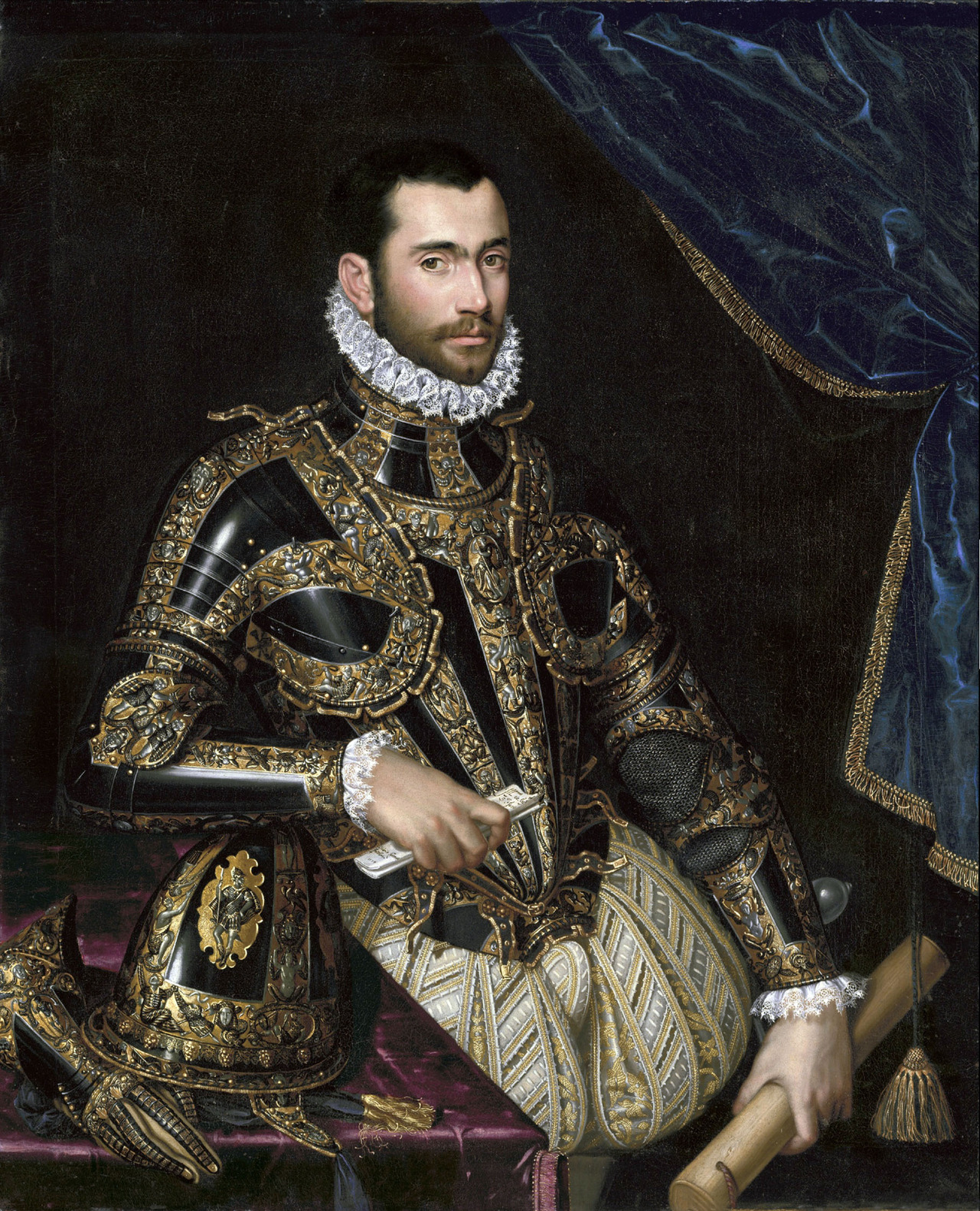
Шипіоне Пульцоне. «Портрет Якопо Бонкомпаньї»

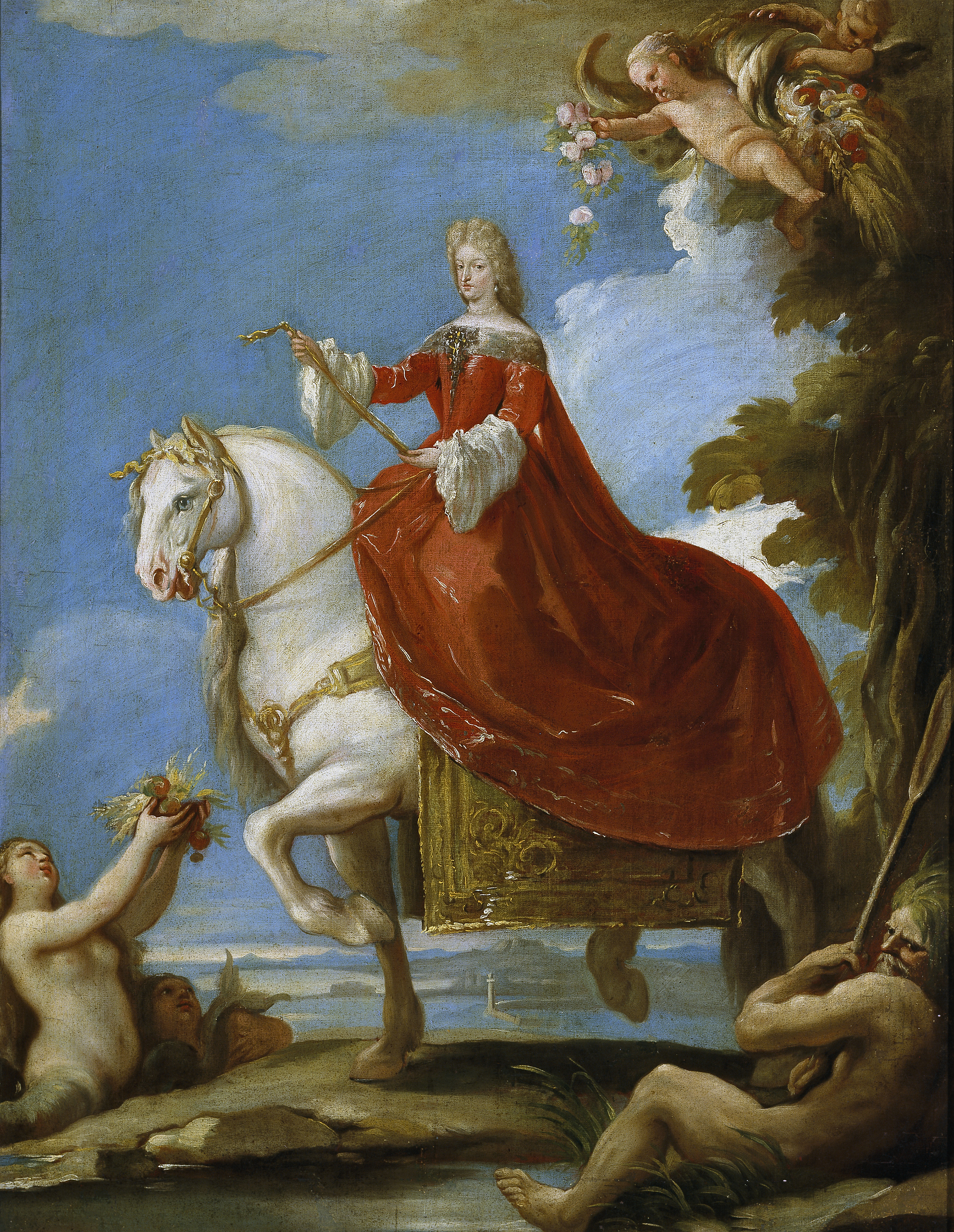
Лука Джордано, «Донна Маріанна де Необунго верхи». до 1694 р., Національний музей Прадо.
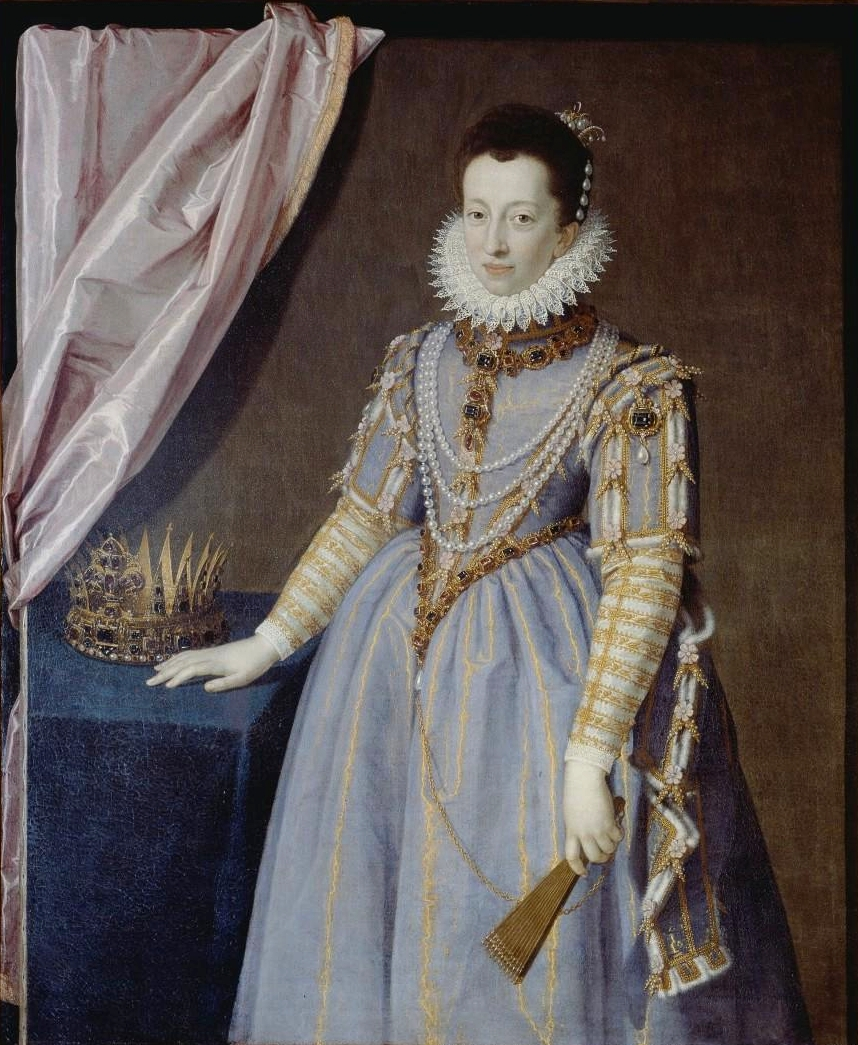
Шипіоне Пульцоне. «Кристина Лотаринзька, велика герцогиня Тосканська», до 1698 р.
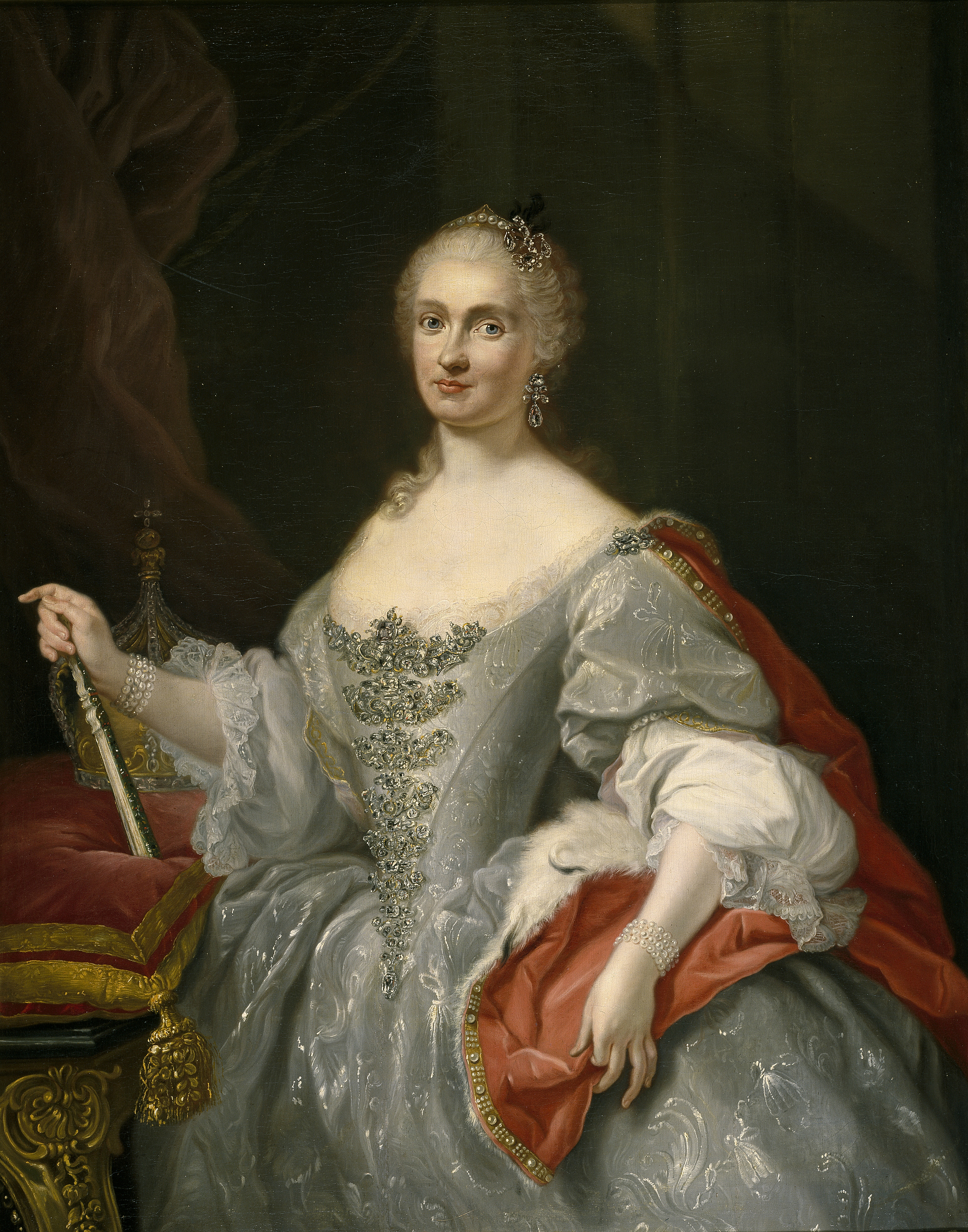
Джузеппе Боніто. « Анна Амалія Саксонська», неаполітанська королева, бл. 1745 р., Мадрид
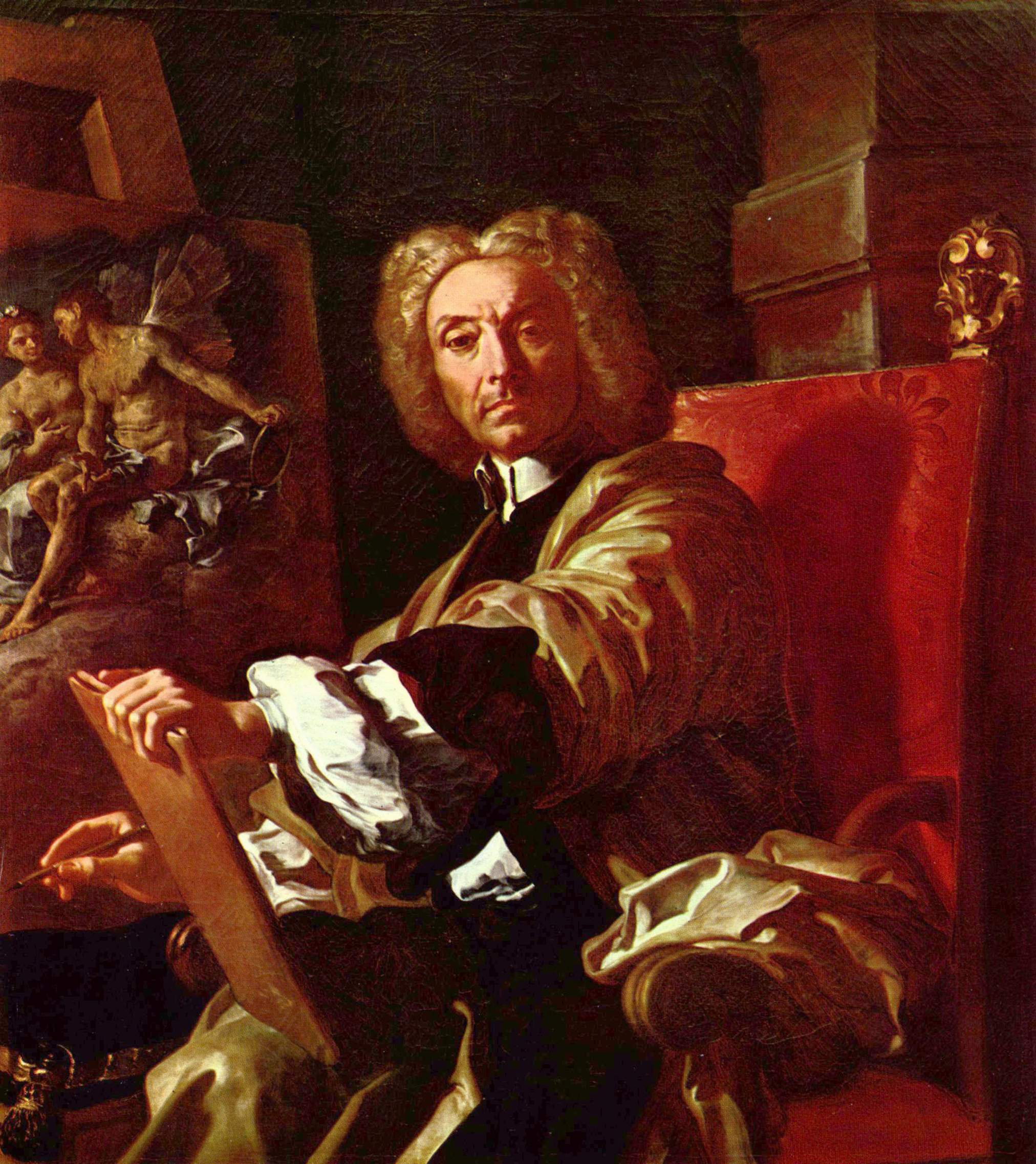
Франческо Солімена. Автопортрет, 1715 р. галерея Уффіці, Флоренція
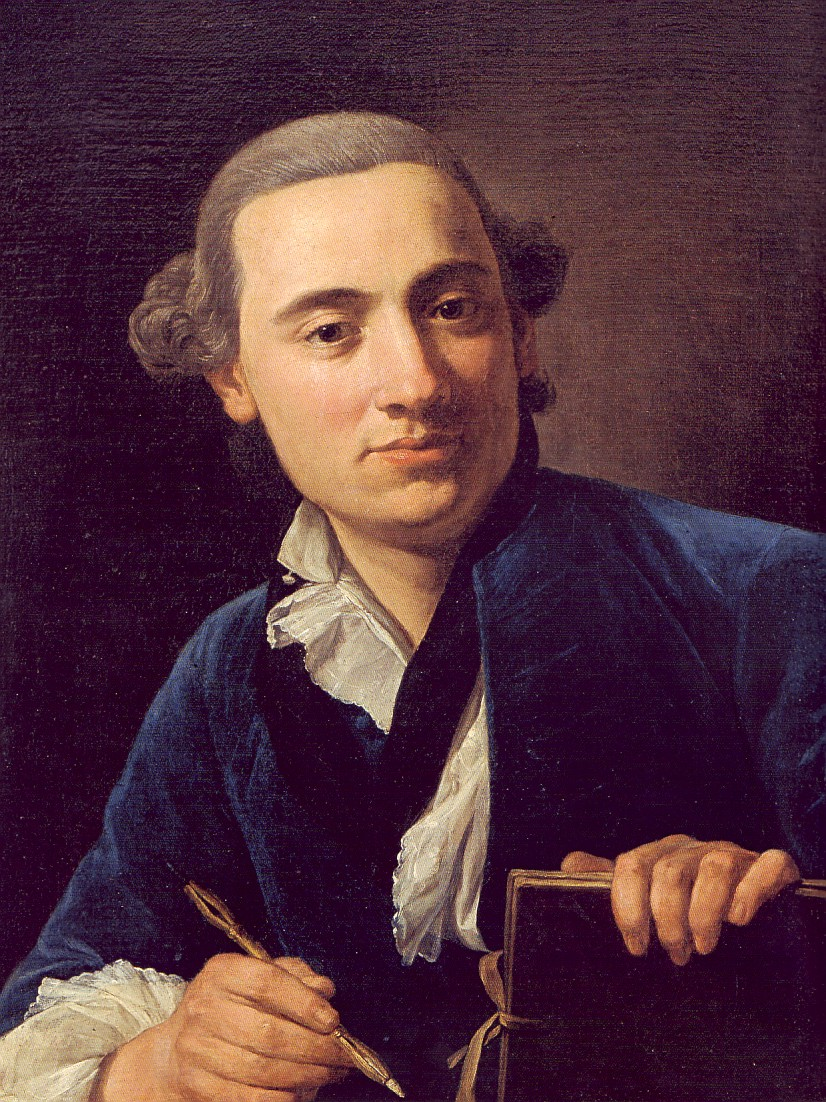
Гаспаре Траверсі. Автопортрет. Сієтл, Сполучені Штати
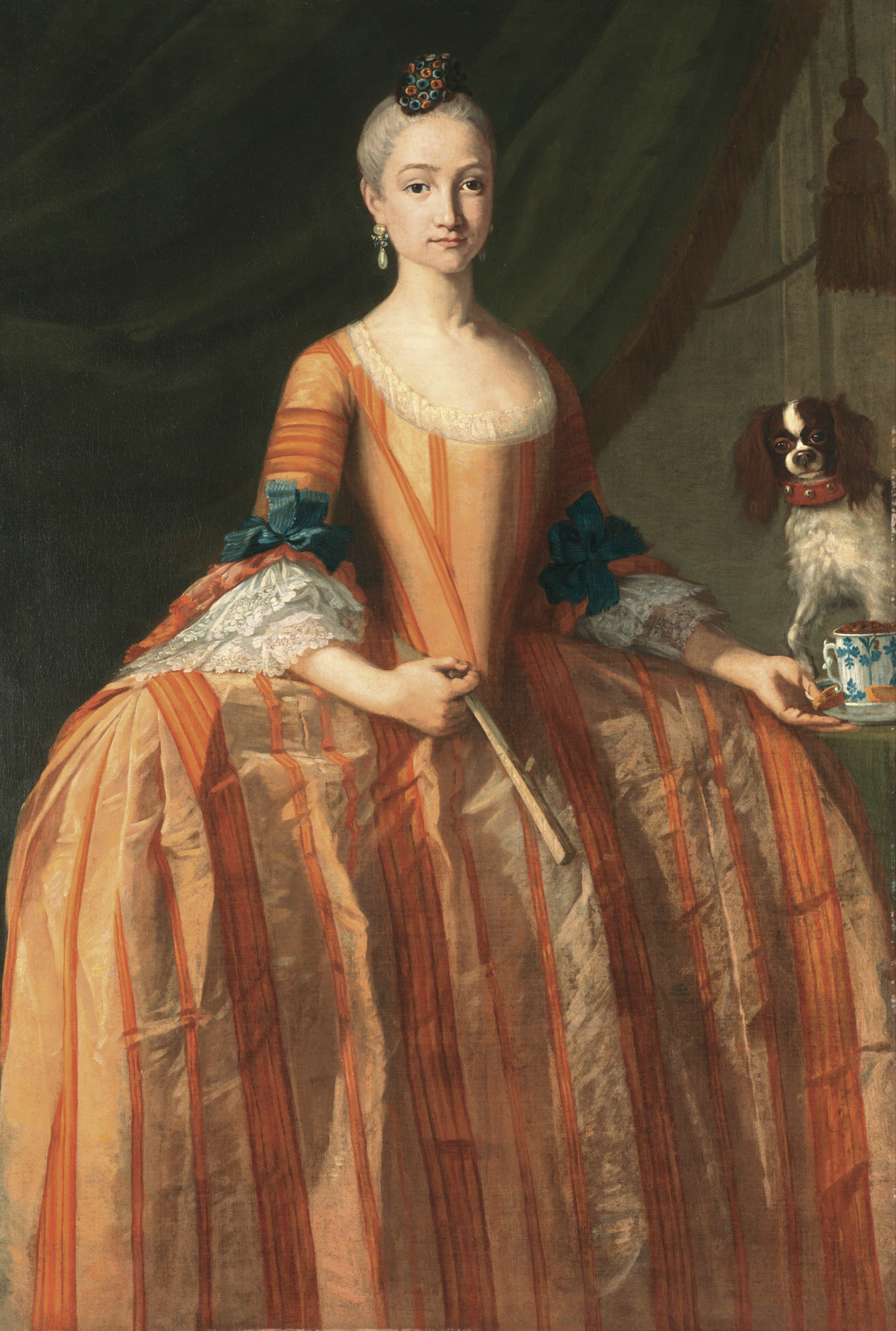
Джузеппе Боніто. «Принцеса Марія Жозефа Іспанська», 1759 р.

## Побутовий жанр у Неаполі

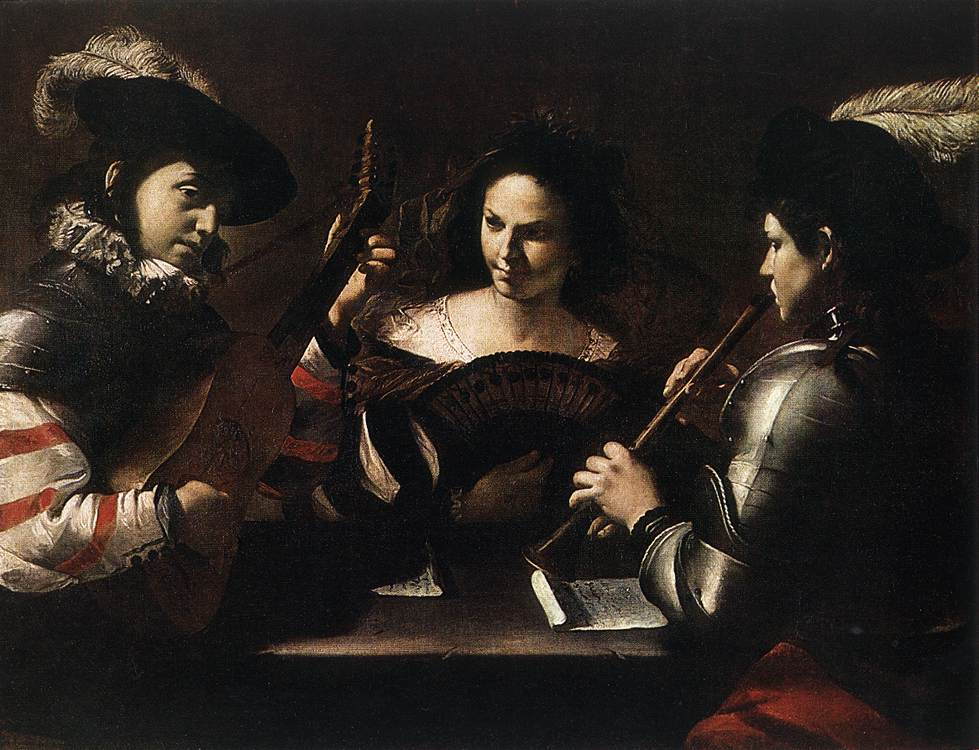
Матіа Преті. «Концерт», бл. 1630 р. Ермітаж, Санкт-Петербург.

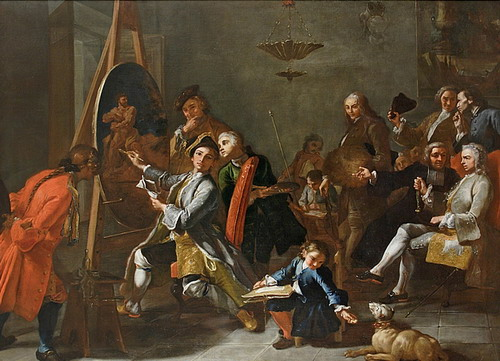
Джузеппе Боніто. «Майстерня художника», середина XVIII ст.
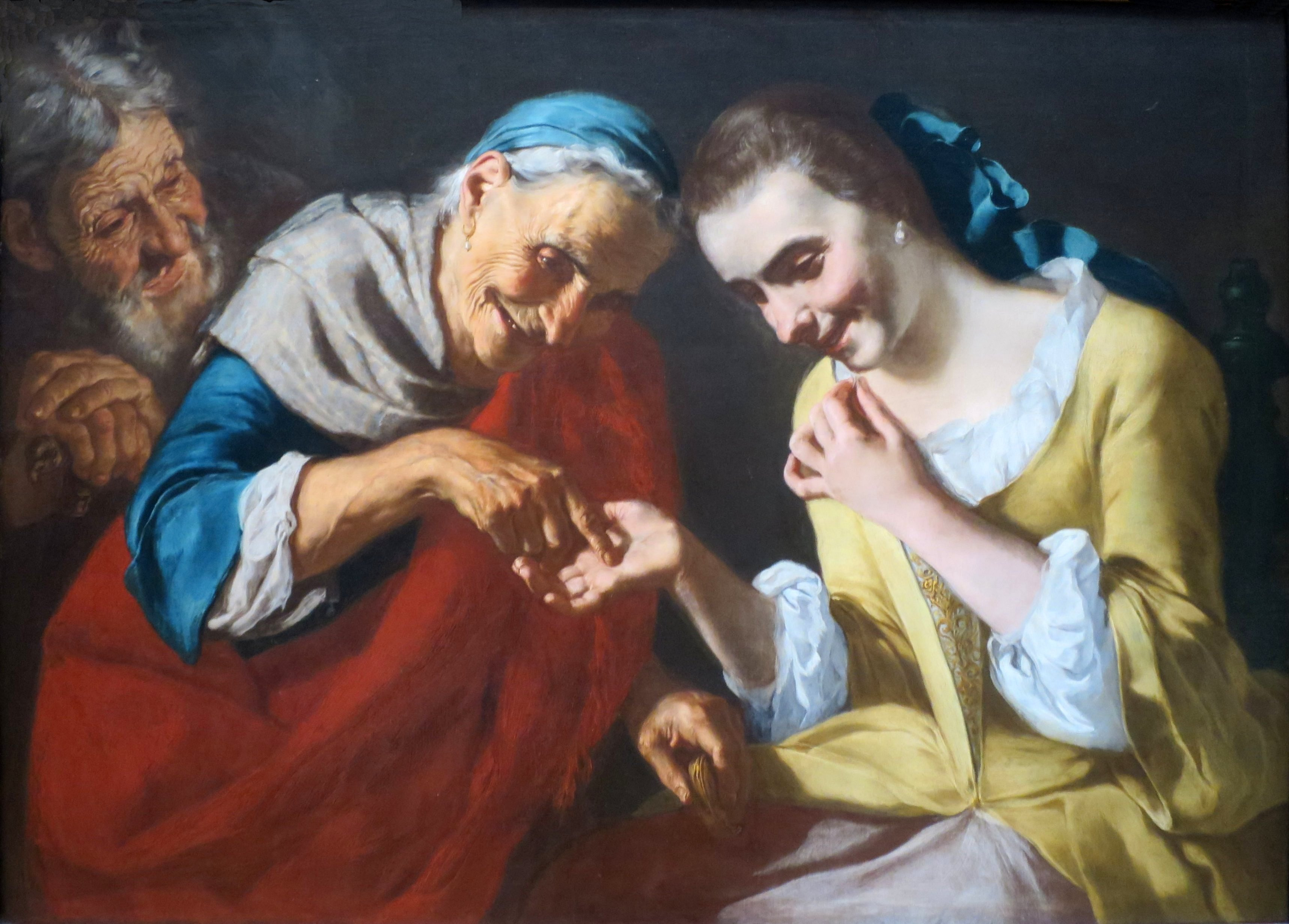
Гаспаре Траверсі. «Добре майбутнє»
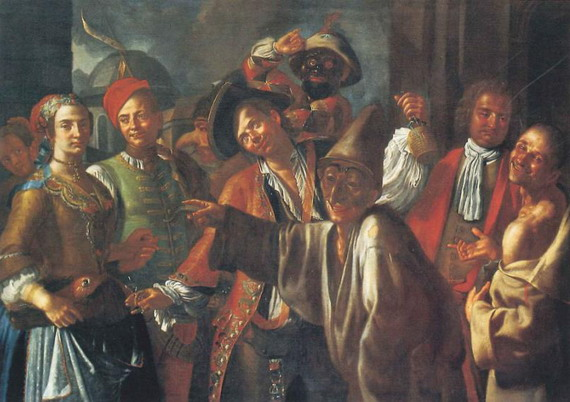
Джузеппе Боніто. «Маски неполітанського карнавалу», бл. 1745 р.
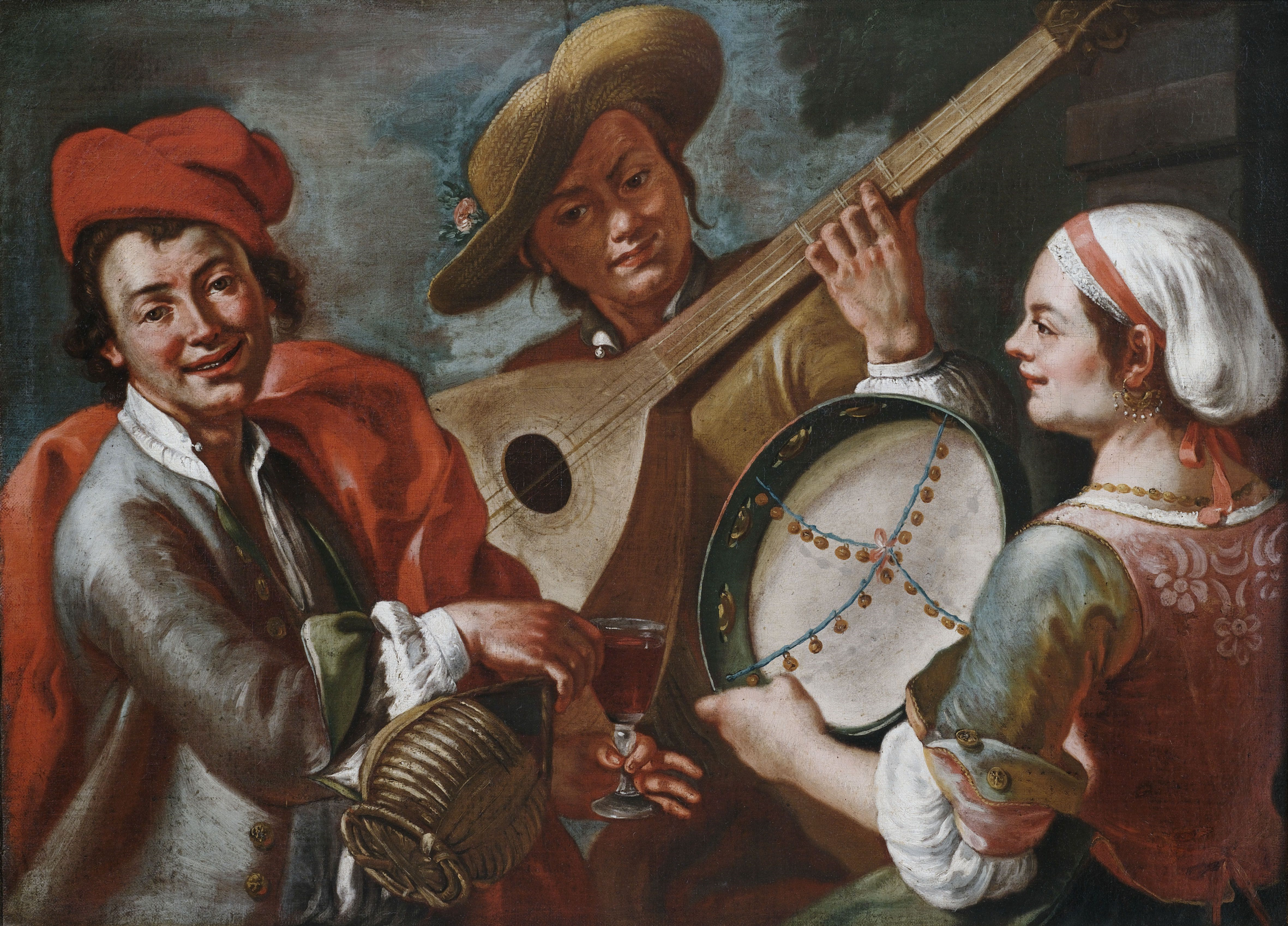
Джузеппе Боніто. «Концерт», бл. 1789 р.
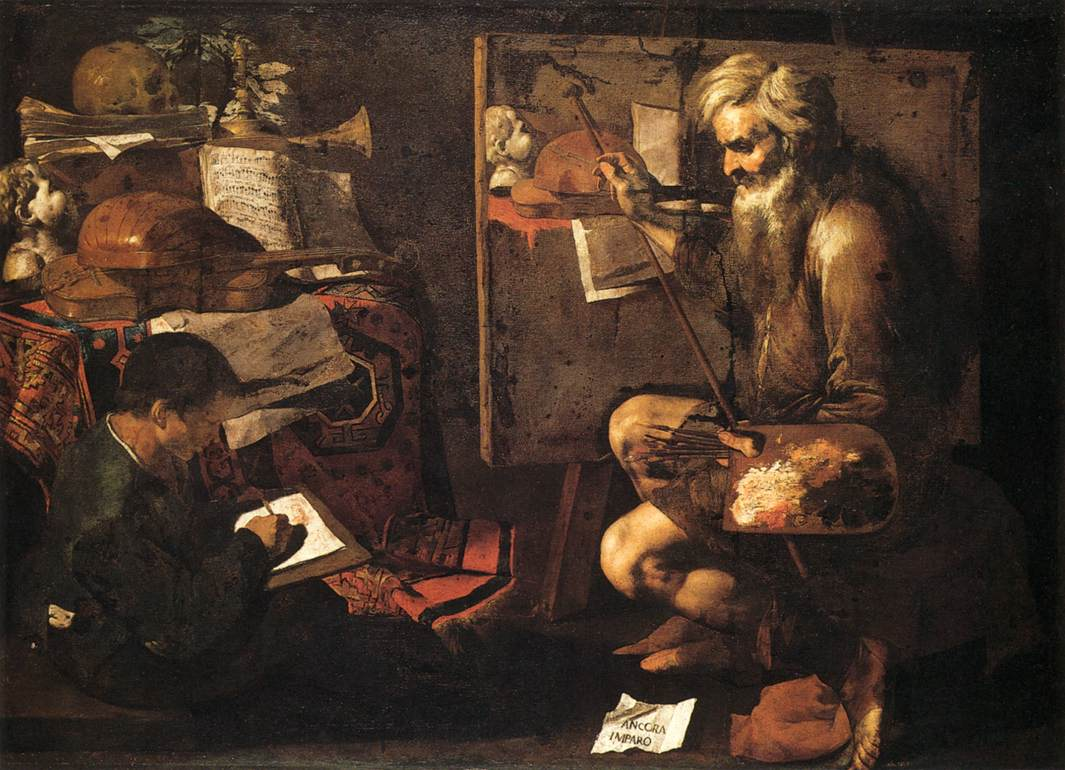
Хуан До. «Майстерня художника», перша половина XVII ст., приватна збірка

## Неаполітанські пейзажисти

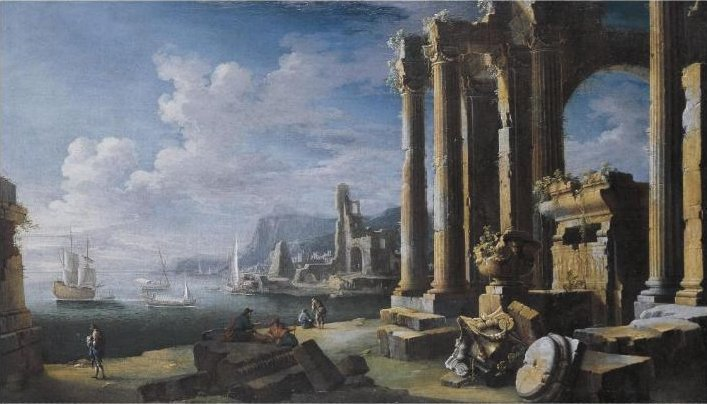
Леонардо Коккоранте. «Фантазійна затока з руїнами і надгробком», приватна збірка.

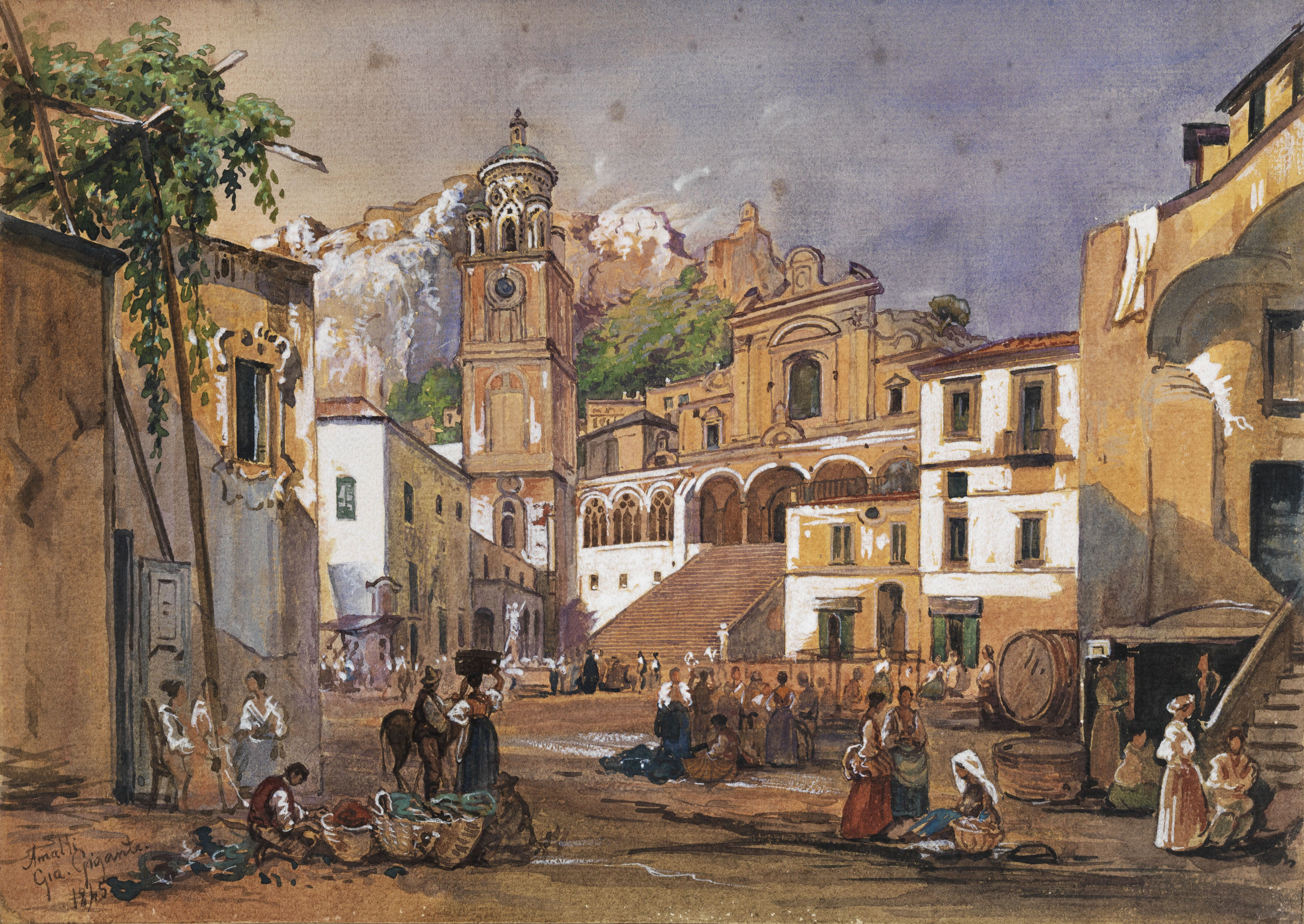
Джачінто Джиганте. «Ринок в Амальфі», 1845 р.

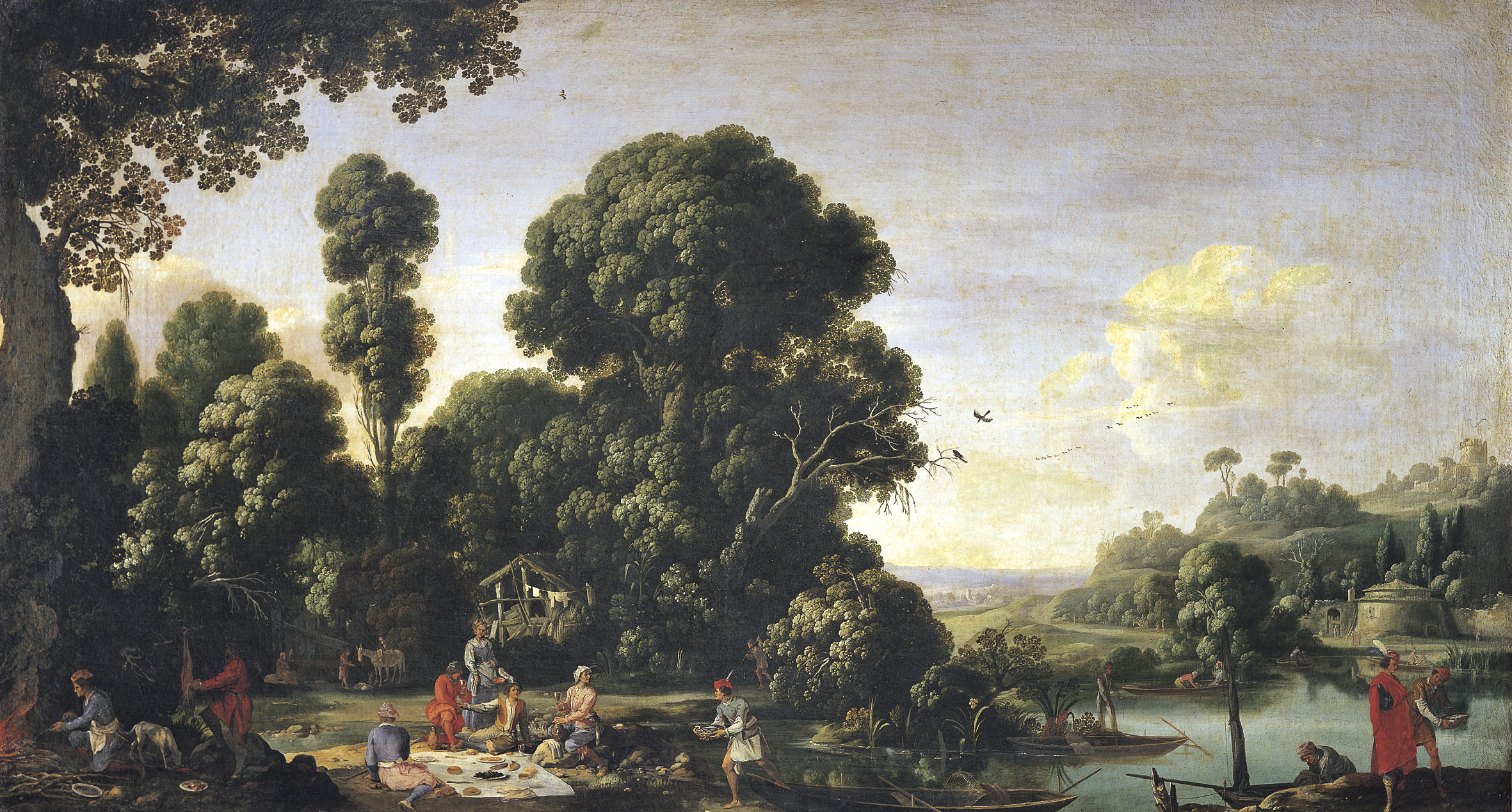
Філіппо Наполетано. «Малий бенкет на траві», 1619 р., галерея Уффіці.
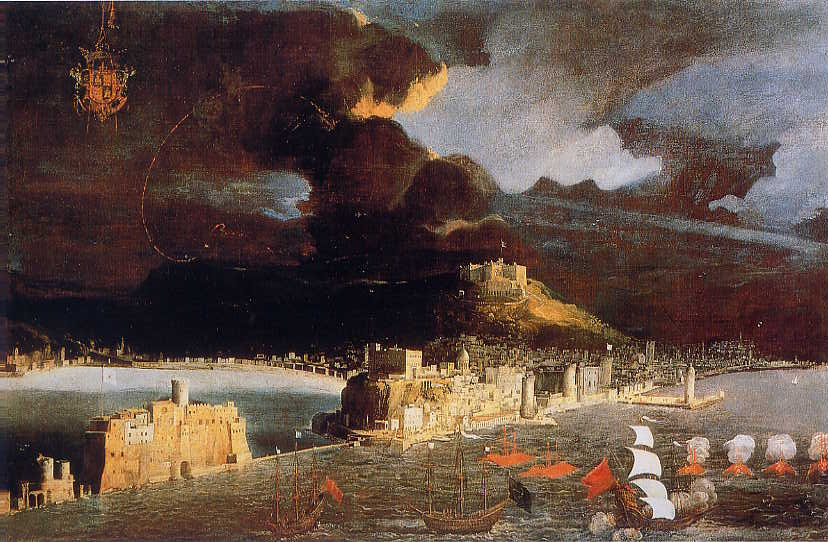
Дідьє Барра, «Панорамний краєвид Неаполя з моря», 1647 р. Музей Сан Мартіно, Неаполь
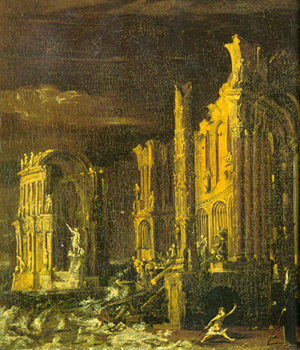
Монсу Дезідеріо. «Руйнація Атлантиди», фантазійний міський пейзаж.
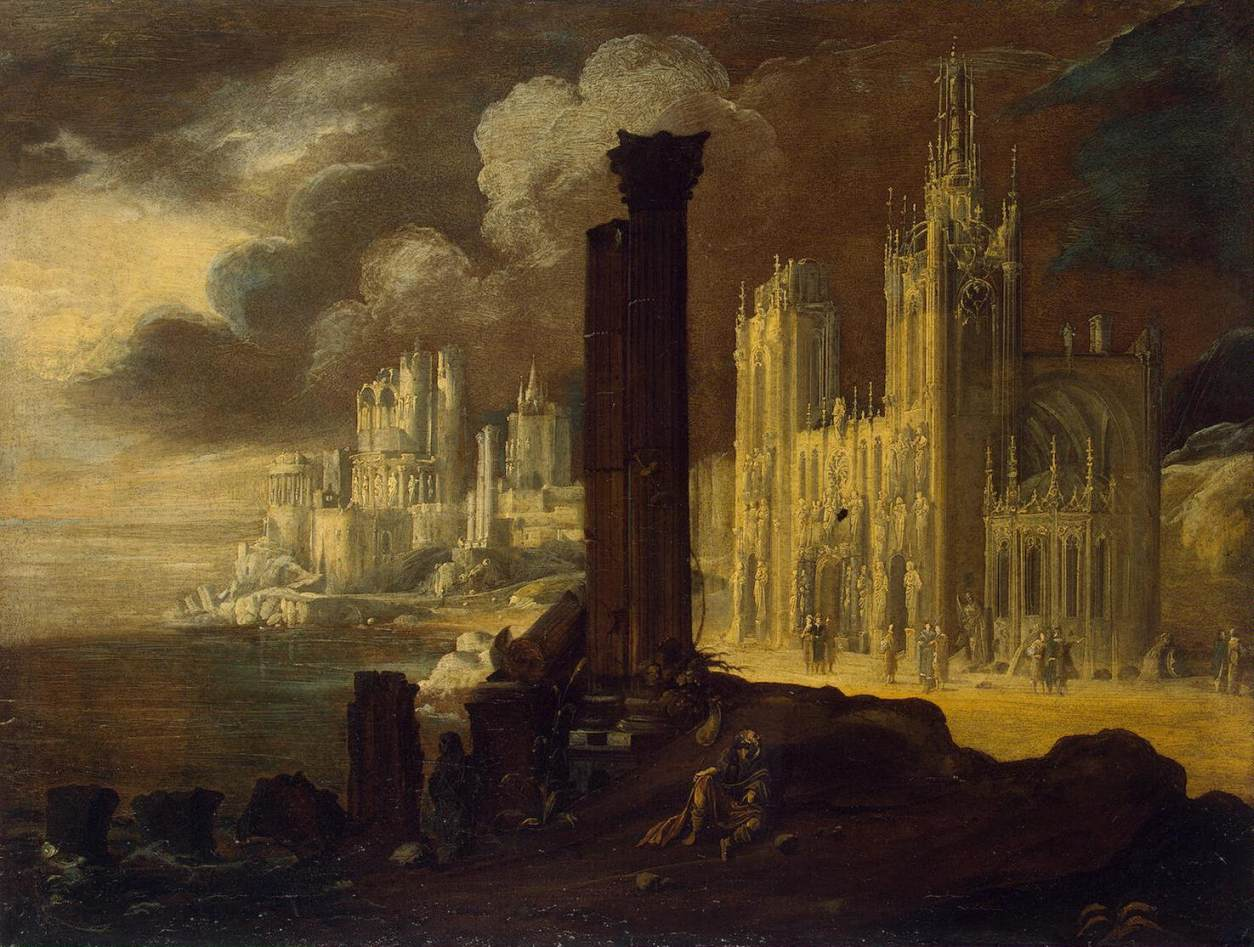
Монсу Дезідеріо. «Архітектурний пейзаж»,  Ермітаж